# 2012–2013-as férfi EHF-kupa
A 2012–2013-as férfi EHF-kupa az európai férfi kézilabda-klubcsapatok második legrangosabb tornájának 32. kiírása. Ide azok a csapatok jutottak be, amelyek hazájuk bajnokságában a második helyén, vagy amelyek az EHF-bajnokok ligája csoportkörének harmadik helyén végeztek.

## Lebonyolítás
A sorozat első három köre oda-visszavágós alapon zajlik. Ezután a csapatok a csoportkörben ugyancsak oda-visszavágós alapon játszanak le 6 mecset, innen az első két helyezett jut tovább a negyeddöntőbe. A negyeddöntő után egy úgynevezett döntő torna dönti el a győztes kilétét.

## Első kör

### Részt vevő csapatok
| Klub                   | Nemzetiség |
| ---------------------- | ---------- |
| Sporting CP            | POR        |
| Ystads IF              | SWE        |
| RK Borac Banja Luka    | BIH        |
| KH BESA Famiglia       | SRB        |
| Haukar Hafnarfjörður   | ISL        |
| MC Mojkovać            | MNE        |
| Pfadi Winterthur       | SUI        |
| SL Benfica             | POR        |
| RK Maribor Branik      | SLO        |
| HB Dudelange           | LUX        |
| HK A.S.A Meso Lovosice | CZE        |
| HC Zamet               | CRO        |

| Klub                       | Nemzetiség |
| -------------------------- | ---------- |
| Permskie Medvedi           | RUS        |
| PGU-Kartina TV Tiraspol    | MDA        |
| European University Cyprus | CYP        |
| Székelyudvarhelyi KC       | ROM        |
| HIT medalp Tirol           | AUT        |
| RK Siscia                  | CRO        |
| HC Meshkov Brest           | BLR        |
| PlanetWin365 Conversano    | ITA        |
| A.C. Diomidis Argous       | GRE        |
| A.E.K. Athens              | GRE        |
| United HC Tongeren         | BEL        |
| Elverum Handball Herrer    | NOR        |

| Klub                    | Nemzetiség |
| ----------------------- | ---------- |
| Balatonfüredi KSE       | HUN        |
| HC Kehra                | EST        |
| IFK Kristianstad        | SWE        |
| HC Sporta Hlohovec      | SLO        |
| Nilüfer Belediyespor    | TUR        |
| Tauron Stal Mielec      | POL        |
| HC Kumanovo             | MKD        |
| HC Dobrudja             | BUL        |
| HV KRAS/Volendam        | NED        |
| BSV Bern Muri           | SUI        |
| London GD Handball Club | GBR        |
| KIF Kolding             | DEN        |

## Eredmények
| 1. csapat                  | Össz. | 2. csapat               | 1. mérk. | 2. mérk. |
| -------------------------- | ----- | ----------------------- | -------- | -------- |
| Sporting CP                | 53–59 | Ystads IF               | 27–22    | 26–37    |
| RK Borac Banja Luka        | 63–44 | KH BESA Famiglia        | 31–22    | 32–22    |
| Haukar Hafnarfjörður       | 57–31 | MC Mojkovać             | 32–12    | 25–19    |
| Pfadi Winterthur           | 48–55 | SL Benfica              | 21–28    | 27–27    |
| RK Maribor Branik          | 66–52 | HB Dudelange            | 39–24    | 27–28    |
| HK A.S.A Meso Lovosice     | 59–56 | HC Zamet                | 27–23    | 32–33    |
| Permskie Medvedi           | 80–49 | PGU-Kartina TV Tiraspol | 37–20    | 43–29    |
| European University Cyprus | 43–61 | Székelyudvarhelyi KC    | 28–30    | 15–31    |
| HIT medalp Tirol           | 48–57 | RK Siscia               | 26–25    | 22–32    |
| HC Meshkov Brest           | 72–42 | PlanetWin365 Conversano | 38–19    | 34–23    |
| A.C. Diomidis Argous       | 60–47 | A.E.K. Athens           | 30–18    | 30–29    |
| United HC Tongeren         | 54–66 | Elverum Handball Herrer | 25–26    | 29–40    |
| Balatonfüredi KSE          | 51–47 | HC Kehra                | 24–25    | 27–22    |
| IFK Kristianstad           | 59–45 | HC Sporta Hlohovec      | 31–24    | 28–21    |
| Nilüfer Belediyespor       | 50–84 | Tauron Stal Mielec      | 29–42    | 21–42    |
| HC Kumanovo                | 65–46 | HC Dobrudja             | 30–20    | 35–26    |
| HV KRAS/Volendam           | 51–41 | BSV Bern Muri           | 26–23    | 25–18    |
| London GD Handball Club    | 32–88 | KIF Kolding             | 16–46    | 16–42    |

| 2012. szeptember 8. 18:30 | Sporting CP | 27 – 22     | Ystads IF | Odivelas Nézőszám: 300 Játékvezetők: Pandzić, Mosorinski (szerbek) |
| 2012. szeptember 8. 18:30 | da Silva 6  | (13 – 14)   | Nilsson 5 | Odivelas Nézőszám: 300 Játékvezetők: Pandzić, Mosorinski (szerbek) |
| 2012. szeptember 8. 18:30 | 2× 3×       | Jegyzőkönyv | 7× 3×     | Odivelas Nézőszám: 300 Játékvezetők: Pandzić, Mosorinski (szerbek) |

| 2012. szeptember 16. 16:15 | Ystads IF      | 37 – 26     | Sporting CP       | Ystad Nézőszám: 547 Játékvezetők: Kouz, Zhoba (ukránok) |
| 2012. szeptember 16. 16:15 | Gottfridsson 9 | (18 – 8)    | Almeida Moreira 6 | Ystad Nézőszám: 547 Játékvezetők: Kouz, Zhoba (ukránok) |
| 2012. szeptember 16. 16:15 | 3× 3×          | Jegyzőkönyv | 3× 3×             | Ystad Nézőszám: 547 Játékvezetők: Kouz, Zhoba (ukránok) |

| 2012. szeptember 8. 19:00 | RK Borac Banja Luka | 31 – 22     | KH BESA Famiglia | Banja Luka Nézőszám: 1000 Játékvezetők: Mandak, Rudinsky (szlovákok) |
| 2012. szeptember 8. 19:00 | Gradjan 8           | (16 – 10)   | Dobroshi 6       | Banja Luka Nézőszám: 1000 Játékvezetők: Mandak, Rudinsky (szlovákok) |
| 2012. szeptember 8. 19:00 | 5× 2×               | Jegyzőkönyv | 4× 3×            | Banja Luka Nézőszám: 1000 Játékvezetők: Mandak, Rudinsky (szlovákok) |

| 2012. szeptember 15. 20:00 | KH BESA Famiglia | 22 – 32     | RK Borac Banja Luka | Pejä Nézőszám: 2000 Játékvezetők: Sirbu, Suponicov (moldvaiak) |
| 2012. szeptember 15. 20:00 | Dobroshi 7       | (9 – 18)    | Delić 6             | Pejä Nézőszám: 2000 Játékvezetők: Sirbu, Suponicov (moldvaiak) |
| 2012. szeptember 15. 20:00 | 4× 2×            | Jegyzőkönyv | 5× 3×               | Pejä Nézőszám: 2000 Játékvezetők: Sirbu, Suponicov (moldvaiak) |

| 2012. szeptember 14. 18:00 | Haukar Hafnarfjörður | 32 – 12     | MC Mojkovać  | Asvöllum Nézőszám: 450 Játékvezetők: Dobrovits, Tájok (magyarok) |
| 2012. szeptember 14. 18:00 | Sigurmannsson 13     | (15 – 4)    | Trifunović 4 | Asvöllum Nézőszám: 450 Játékvezetők: Dobrovits, Tájok (magyarok) |
| 2012. szeptember 14. 18:00 | 5× 2×                | Jegyzőkönyv | 4× 2×        | Asvöllum Nézőszám: 450 Játékvezetők: Dobrovits, Tájok (magyarok) |

| 2012. szeptember 15. 17:00 | MC Mojkovać  | 19 – 25     | Haukar Hafnarfjörður | Asvöllum Nézőszám: 250 Játékvezetők: Dobrovits, Tájok (magyarok) |
| 2012. szeptember 15. 17:00 | Ljubojević 7 | (12 – 11)   | Sigurmannsson 13     | Asvöllum Nézőszám: 250 Játékvezetők: Dobrovits, Tájok (magyarok) |
| 2012. szeptember 15. 17:00 | 3× 2×        | Jegyzőkönyv | 6× 2×                | Asvöllum Nézőszám: 250 Játékvezetők: Dobrovits, Tájok (magyarok) |

| 2012. szeptember 8. 18:00 | Pfadi Winterthur | 21 – 28     | SL Benfica         | Winterthur Nézőszám: 550 Játékvezetők: Gousko, Repkin (fehéroroszok) |
| 2012. szeptember 8. 18:00 | Kurth 6          | (10 – 12)   | Oliveira Andrade 8 | Winterthur Nézőszám: 550 Játékvezetők: Gousko, Repkin (fehéroroszok) |
| 2012. szeptember 8. 18:00 | 1× 3×            | Jegyzőkönyv | 2× 3×              | Winterthur Nézőszám: 550 Játékvezetők: Gousko, Repkin (fehéroroszok) |

| 2012. szeptember 15. 18:00 | SL Benfica | 27 – 27     | Pfadi Winterthur | Lisszabon Nézőszám: 450 Játékvezetők: Baranowski, Lemanowicz (lengyelek) |
| 2012. szeptember 15. 18:00 | Carneiro 6 | (17 – 11)   | Hess, Kipili 5   | Lisszabon Nézőszám: 450 Játékvezetők: Baranowski, Lemanowicz (lengyelek) |
| 2012. szeptember 15. 18:00 | 4× 3×      | Jegyzőkönyv | 6× 3×            | Lisszabon Nézőszám: 450 Játékvezetők: Baranowski, Lemanowicz (lengyelek) |

| 2012. szeptember 8. 18:00 | RK Maribor Branik | 39 – 24     | HB Dudelange | Maribor Nézőszám: 300 Játékvezetők: Hajek, Macho (csehek) |
| 2012. szeptember 8. 18:00 | Vugrinec 13       | (21 – 16)   | Hummel 3     | Maribor Nézőszám: 300 Játékvezetők: Hajek, Macho (csehek) |
| 2012. szeptember 8. 18:00 | 3× 3×             | Jegyzőkönyv | 3× 2×        | Maribor Nézőszám: 300 Játékvezetők: Hajek, Macho (csehek) |

| 2012. szeptember 15. 20:00 | HB Dudelange | 28 – 27     | RK Maribor Branik  | Dudelange Nézőszám: 400 Játékvezetők: Wyss, Zowa (svájciak) |
| 2012. szeptember 15. 20:00 | Hummel 9     | (10 – 17)   | Razgor, Vugrinec 5 | Dudelange Nézőszám: 400 Játékvezetők: Wyss, Zowa (svájciak) |
| 2012. szeptember 15. 20:00 | 2× 3×        | Jegyzőkönyv | 4× 3×              | Dudelange Nézőszám: 400 Játékvezetők: Wyss, Zowa (svájciak) |

| 2012. szeptember 8. 17:00 | HK A.S.A. Meso Lovosice | 27 – 23     | HC Zamet | Lovosice Nézőszám: 800 Játékvezetők: Bounouara, Sami (franciák) |
| 2012. szeptember 8. 17:00 | Motl 10                 | (16 – 12)   | Sakić 6  | Lovosice Nézőszám: 800 Játékvezetők: Bounouara, Sami (franciák) |
| 2012. szeptember 8. 17:00 | 4× 3×                   | Jegyzőkönyv | 2× 2×    | Lovosice Nézőszám: 800 Játékvezetők: Bounouara, Sami (franciák) |

| 2012. szeptember 15. 17:00 | HC Zamet   | 33 – 32     | HK A.S.A. Meso Lovosice | Fiume Nézőszám: 1000 Játékvezetők: Erdogan, Özdeniz (törökök) |
| 2012. szeptember 15. 17:00 | Lončarić 9 | (15 – 19)   | Motl 9                  | Fiume Nézőszám: 1000 Játékvezetők: Erdogan, Özdeniz (törökök) |
| 2012. szeptember 15. 17:00 | 3× 3×      | Jegyzőkönyv | 2× 3×                   | Fiume Nézőszám: 1000 Játékvezetők: Erdogan, Özdeniz (törökök) |

| 2012. szeptember 8. 19:00 | Permskie Medvedi       | 37 – 20     | PGU-Kartina TV Tiraspol | Perm Nézőszám: 1200 Játékvezetők: Novikov, Perepilitsy (ukránok) |
| 2012. szeptember 8. 19:00 | Dimitrijev, Voronyin 7 | (19 – 12)   | Boldirev 5              | Perm Nézőszám: 1200 Játékvezetők: Novikov, Perepilitsy (ukránok) |
| 2012. szeptember 8. 19:00 | 2× 2×                  | Jegyzőkönyv | 1× 3×                   | Perm Nézőszám: 1200 Játékvezetők: Novikov, Perepilitsy (ukránok) |

| 2012. szeptember 9. 15:00 | PGU-Kartina TV Tiraspol | 29 – 43     | Permskie Medvedi                           | Perm Nézőszám: 1000 Játékvezetők: Novikov, Perepilitsy (ukránok) |
| 2012. szeptember 9. 15:00 | Lupasco 16              | (13 – 24)   | Chystabayeu, Maksimov, Semenov, Voronyin 6 | Perm Nézőszám: 1000 Játékvezetők: Novikov, Perepilitsy (ukránok) |
| 2012. szeptember 9. 15:00 | 2× 1×                   | Jegyzőkönyv | 1× 2×                                      | Perm Nézőszám: 1000 Játékvezetők: Novikov, Perepilitsy (ukránok) |

| 2012. szeptember 8. 19:00 | European University Cyprus | 28 – 30     | Székelyudvarhelyi KC | Nicosia Nézőszám: 180 Játékvezetők: Bol, van Eck (hollandok) |
| 2012. szeptember 8. 19:00 | Argyrou 6                  | (14 – 13)   | Rusia 8              | Nicosia Nézőszám: 180 Játékvezetők: Bol, van Eck (hollandok) |
| 2012. szeptember 8. 19:00 | 6× 2×                      | Jegyzőkönyv | 5× 3×                | Nicosia Nézőszám: 180 Játékvezetők: Bol, van Eck (hollandok) |

| 2012. szeptember 15. 18:00 | Székelyudvarhelyi KC | 31 – 15     | European University Cyprus | Székelyudvarhely Nézőszám: 1200 Játékvezetők: Krkacev, Kolevski (macedónok) |
| 2012. szeptember 15. 18:00 | Florea 7             | (10 – 10)   | Pelagias 5                 | Székelyudvarhely Nézőszám: 1200 Játékvezetők: Krkacev, Kolevski (macedónok) |
| 2012. szeptember 15. 18:00 | 3× 3×                | Jegyzőkönyv | 4× 3×                      | Székelyudvarhely Nézőszám: 1200 Játékvezetők: Krkacev, Kolevski (macedónok) |

| 2012. szeptember 8. 18:30 | HIT medalp Tirol   | 26 – 25     | RK Siscia | Innsbruck Nézőszám: 400 Játékvezetők: Karlubik, Struhar (szlovákok) |
| 2012. szeptember 8. 18:30 | Hermann, Perović 6 | (10 – 12)   | Nuić 10   | Innsbruck Nézőszám: 400 Játékvezetők: Karlubik, Struhar (szlovákok) |
| 2012. szeptember 8. 18:30 | 8× 3×              | Jegyzőkönyv | 12× 3× 1× | Innsbruck Nézőszám: 400 Játékvezetők: Karlubik, Struhar (szlovákok) |

| 2012. szeptember 15. 19:00 | RK Siscia     | 32 – 22     | HIT medalp Tirol | Sziszek Nézőszám: 600 Játékvezetők: Di Domenico, Fornasier (olaszok) |
| 2012. szeptember 15. 19:00 | Crnić, Raić 5 | (15 – 8)    | Kraucevicius 6   | Sziszek Nézőszám: 600 Játékvezetők: Di Domenico, Fornasier (olaszok) |
| 2012. szeptember 15. 19:00 | 8× 2×         | Jegyzőkönyv | 5× 3×            | Sziszek Nézőszám: 600 Játékvezetők: Di Domenico, Fornasier (olaszok) |

| 2012. szeptember 8. 18:00 | HC Meshkov Brest | 38 – 19     | PlanetWin365 Conversano | Breszt Nézőszám: 1500 Játékvezetők: Pavićević, Raznatović (montenegróiak) |
| 2012. szeptember 8. 18:00 | Tatarin 8        | (14 – 12)   | Di Leo 7                | Breszt Nézőszám: 1500 Játékvezetők: Pavićević, Raznatović (montenegróiak) |
| 2012. szeptember 8. 18:00 | 4× 3×            | Jegyzőkönyv | 5× 2×                   | Breszt Nézőszám: 1500 Játékvezetők: Pavićević, Raznatović (montenegróiak) |

| 2012. szeptember 9. 15:00 | PlanetWin365 Conversano | 23 – 34     | HC Meshkov Brest | Breszt Nézőszám: 1200 Játékvezetők: Pavićević, Raznatović (montenegróiak) |
| 2012. szeptember 9. 15:00 | Di Leo 6                | (14 – 13)   | Atajevas 7       | Breszt Nézőszám: 1200 Játékvezetők: Pavićević, Raznatović (montenegróiak) |
| 2012. szeptember 9. 15:00 | 2× 3×                   | Jegyzőkönyv | 5× 2×            | Breszt Nézőszám: 1200 Játékvezetők: Pavićević, Raznatović (montenegróiak) |

| 2012. szeptember 9. 19:00 | A.C. Diomidis Argous | 30 – 18     | A.E.K. Athens          | Nea Kios Nézőszám: 290 Játékvezetők: Borićić, Marković (szerbek) |
| 2012. szeptember 9. 19:00 | Samaras 9            | (16 – 8)    | Asaridis, Georgiadis 4 | Nea Kios Nézőszám: 290 Játékvezetők: Borićić, Marković (szerbek) |
| 2012. szeptember 9. 19:00 | 7× 3× 1×             | Jegyzőkönyv | 10× 3× 1×              | Nea Kios Nézőszám: 290 Játékvezetők: Borićić, Marković (szerbek) |

| 2012. szeptember 16. 18:00 | A.E.K. Athens | 29 – 30     | A.C. Diomidis Argous | Athén Nézőszám: 850 Játékvezetők: Konjicanin, Konjicanin (bosnyákok) |
| 2012. szeptember 16. 18:00 | Bakaoukas 8   | (12 – 16)   | Samaras 7            | Athén Nézőszám: 850 Játékvezetők: Konjicanin, Konjicanin (bosnyákok) |
| 2012. szeptember 16. 18:00 | 1× 3×         | Jegyzőkönyv | 4× 3×                | Athén Nézőszám: 850 Játékvezetők: Konjicanin, Konjicanin (bosnyákok) |

| 2012. szeptember 8. 20:15 | United HC Tongeren | 25 – 26     | Elverum Handball Herrer | Tongeren Nézőszám: 560 Játékvezetők: Lillepea, Kull (észtek) |
| 2012. szeptember 8. 20:15 | Tack 6             | (10 – 16)   | Lindboe 8               | Tongeren Nézőszám: 560 Játékvezetők: Lillepea, Kull (észtek) |
| 2012. szeptember 8. 20:15 | 2× 3×              | Jegyzőkönyv | 4× 3×                   | Tongeren Nézőszám: 560 Játékvezetők: Lillepea, Kull (észtek) |

| 2012. szeptember 15. 17:00 | Elverum Handball Herrer | 40 – 29     | United HC Tongeren | Elverum Nézőszám: 1086 Játékvezetők: Leszczynski, Piechota (lengyelek) |
| 2012. szeptember 15. 17:00 | Lindboe 14              | (20 – 14)   | Bolaers 6          | Elverum Nézőszám: 1086 Játékvezetők: Leszczynski, Piechota (lengyelek) |
| 2012. szeptember 15. 17:00 | 5× 2×                   | Jegyzőkönyv | 3× 3×              | Elverum Nézőszám: 1086 Játékvezetők: Leszczynski, Piechota (lengyelek) |

| 2012. szeptember 8. 18:00 | Balatonfüredi KSE | 24 – 25     | HC Kehra | Balatonfüred Nézőszám: 500 Játékvezetők: Mitrevski, Todorovski (macedónok) |
| 2012. szeptember 8. 18:00 | Pásztor, Tombor 6 | (9 – 12)    | Laast 6  | Balatonfüred Nézőszám: 500 Játékvezetők: Mitrevski, Todorovski (macedónok) |
| 2012. szeptember 8. 18:00 | 7× 3×             | Jegyzőkönyv | 5× 3×    | Balatonfüred Nézőszám: 500 Játékvezetők: Mitrevski, Todorovski (macedónok) |

| 2012. szeptember 9. 18:00 | HC Kehra | 22 – 27     | Balatonfüredi KSE | Balatonfüred Nézőszám: 500 Játékvezetők: Mitrevski, Todorovski (macedónok) |
| 2012. szeptember 9. 18:00 | Laast 7  | (12 – 15)   | Hornyák 6         | Balatonfüred Nézőszám: 500 Játékvezetők: Mitrevski, Todorovski (macedónok) |
| 2012. szeptember 9. 18:00 | 1× 3×    | Jegyzőkönyv | 5× 3×             | Balatonfüred Nézőszám: 500 Játékvezetők: Mitrevski, Todorovski (macedónok) |

| 2012. szeptember 8. 18:00 | IFK Kristianstad | 31 – 24     | HC Sporta Hlohovec | Kristianstad Nézőszám: 2900 Játékvezetők: Liachovicius, Gecevicius (litvánok) |
| 2012. szeptember 8. 18:00 | Gudmundsson 7    | (13 – 9)    | Duris 7            | Kristianstad Nézőszám: 2900 Játékvezetők: Liachovicius, Gecevicius (litvánok) |
| 2012. szeptember 8. 18:00 | 6× 3×            | Jegyzőkönyv | 7× 3×              | Kristianstad Nézőszám: 2900 Játékvezetők: Liachovicius, Gecevicius (litvánok) |

| 2012. szeptember 15. 18:00 | HC Sporta Hlohovec | 21 – 28     | IFK Kristianstad | Galgóc Nézőszám: 1000 Játékvezetők: Buache, Meyer (svájciak) |
| 2012. szeptember 15. 18:00 | Zatko 5            | (11 – 15)   | Madsen 7         | Galgóc Nézőszám: 1000 Játékvezetők: Buache, Meyer (svájciak) |
| 2012. szeptember 15. 18:00 | 6× 3×              | Jegyzőkönyv | 7× 3×            | Galgóc Nézőszám: 1000 Játékvezetők: Buache, Meyer (svájciak) |

| 2012. szeptember 8. 19:00 | Nilüfer Belediyespor | 29 – 42     | Tauron Stal Mielec | Mielec Nézőszám: 1200 Játékvezetők: Yudchyts, Kot (fehéroroszok) |
| 2012. szeptember 8. 19:00 | Öztürk 6             | (12 – 21)   | Kostrzewa 10       | Mielec Nézőszám: 1200 Játékvezetők: Yudchyts, Kot (fehéroroszok) |
| 2012. szeptember 8. 19:00 | 5× 3×                | Jegyzőkönyv | 6× 2×              | Mielec Nézőszám: 1200 Játékvezetők: Yudchyts, Kot (fehéroroszok) |

| 2012. szeptember 9. 19:00 | Tauron Stal Mielec | 42 – 21     | Nilüfer Belediyespor | Mielec Nézőszám: 800 Játékvezetők: Yudchyts, Kot (fehéroroszok) |
| 2012. szeptember 9. 19:00 | Chodara 6          | (22 – 13)   | Miković 8            | Mielec Nézőszám: 800 Játékvezetők: Yudchyts, Kot (fehéroroszok) |
| 2012. szeptember 9. 19:00 | 5× 3×              | Jegyzőkönyv | 6× 3× 1×             | Mielec Nézőszám: 800 Játékvezetők: Yudchyts, Kot (fehéroroszok) |

| 2012. szeptember 8. 19:00 | HC Kumanovo | 30 – 20     | HC Dobrudja | Kumanovo Nézőszám: 1700 Játékvezetők: Pavel, State (románok) |
| 2012. szeptember 8. 19:00 | Blazeski 8  | (14 – 9)    | Yordanov 5  | Kumanovo Nézőszám: 1700 Játékvezetők: Pavel, State (románok) |
| 2012. szeptember 8. 19:00 | 3× 3×       | Jegyzőkönyv | 3× 3×       | Kumanovo Nézőszám: 1700 Játékvezetők: Pavel, State (románok) |

| 2012. szeptember 9. 19:00 | HC Dobrudja | 26 – 35     | HC Kumanovo | Kumanovo Nézőszám: 600 Játékvezetők: Pavel, State (románok) |
| 2012. szeptember 9. 19:00 | Yordanov 6  | (12 – 17)   | Pavlovski 9 | Kumanovo Nézőszám: 600 Játékvezetők: Pavel, State (románok) |
| 2012. szeptember 9. 19:00 | 1× 3×       | Jegyzőkönyv | 2× 3×       | Kumanovo Nézőszám: 600 Játékvezetők: Pavel, State (románok) |

| 2012. szeptember 8. 15:00 | HV KRAS/Volendam | 26 – 23     | BSV Bern Muri | Volendam Nézőszám: 400 Játékvezetők: Tzaferopoulos, Bethmann (görögök) |
| 2012. szeptember 8. 15:00 | Geus 7           | (14 – 11)   | Cvetković 7   | Volendam Nézőszám: 400 Játékvezetők: Tzaferopoulos, Bethmann (görögök) |
| 2012. szeptember 8. 15:00 | 4× 3×            | Jegyzőkönyv | 1× 3×         | Volendam Nézőszám: 400 Játékvezetők: Tzaferopoulos, Bethmann (görögök) |

| 2012. szeptember 16. 18:30 | BSV Bern Muri | 18 – 25     | HV KRAS/Volendam | Bern Nézőszám: 350 Játékvezetők: Argyridis, Mouttas (ciprusiak) |
| 2012. szeptember 16. 18:30 | Cvetković 8   | (8 – 13)    | Geus, Schilder 5 | Bern Nézőszám: 350 Játékvezetők: Argyridis, Mouttas (ciprusiak) |
| 2012. szeptember 16. 18:30 | 2× 3×         | Jegyzőkönyv | 4× 3×            | Bern Nézőszám: 350 Játékvezetők: Argyridis, Mouttas (ciprusiak) |

| 2012. szeptember 15. 16:00 | London GD Handball Club                 | 16 – 46     | KIF Kolding  | Kolding Nézőszám: 935 Játékvezetők: Sigurjónsson, Petursson (izlandiak) |
| 2012. szeptember 15. 16:00 | Altong, Corredera Salvado, Gug, Mihai 3 | (10 – 22)   | Schnuchel 19 | Kolding Nézőszám: 935 Játékvezetők: Sigurjónsson, Petursson (izlandiak) |
| 2012. szeptember 15. 16:00 | 1× 3×                                   | Jegyzőkönyv | 1× 2×        | Kolding Nézőszám: 935 Játékvezetők: Sigurjónsson, Petursson (izlandiak) |

| 2012. szeptember 16. 15:00 | KIF Kolding  | 42 – 16     | London GD Handball Club | Vamdrup Nézőszám: 448 Játékvezetők: Sigurjónsson, Petursson (izlandiak) |
| 2012. szeptember 16. 15:00 | Hundstrup 13 | (19 – 7)    | Corredera Salvado 6     | Vamdrup Nézőszám: 448 Játékvezetők: Sigurjónsson, Petursson (izlandiak) |
| 2012. szeptember 16. 15:00 | 1× 3×        | Jegyzőkönyv | 3× 2×                   | Vamdrup Nézőszám: 448 Játékvezetők: Sigurjónsson, Petursson (izlandiak) |

## Második kör

### Részt vevő csapatok
| Klub                    | Nemzetiség |
| ----------------------- | ---------- |
| Székelyudvarhelyi KC    | ROM        |
| Beşiktaş JK             | TUR        |
| IFK Kristianstad        | SWE        |
| Eskilstuna Guif         | SWE        |
| HC Kumanovo             | MKD        |
| Sungul Snezhinsk        | RUS        |
| HV KRAS/Volendam        | NED        |
| RK Cimos Koper          | SLO        |
| Tauron Stal Mielec      | POL        |
| Team Tvis Holstebro     | DEN        |
| Grundfos Tatabánya KC   | HUN        |
| Elverum Handball Herrer | NOR        |

| Klub                  | Nemzetiség |
| --------------------- | ---------- |
| Madeira SAD           | POR        |
| A.C. Diomidis Argous  | GRE        |
| Permskie medvedi      | RUS        |
| Wacker Thun           | SUI        |
| SL Benfica            | POR        |
| Loacker Südtirol Team | ITA        |
| KIF Kolding           | DEN        |
| HC Lovcen             | MNE        |
| RK Nexe Nasice        | CRO        |
| HC Meshkov Brest      | BLR        |
| RK Siscia             | CRO        |
| HC Dinamo Poltava     | UKR        |

| Klub                             | Nemzetiség |
| -------------------------------- | ---------- |
| HC Vardar PRO - Skopje           | MKD        |
| HK .A.S.A. Mesto Lovosice        | CZE        |
| HK Kopavogur                     | ISL        |
| RK Maribor Branik                | SLO        |
| RK Vojvodina                     | SRB        |
| Balatonfüredi KSE                | HUN        |
| HC Motor Zaporozhye              | UKR        |
| Haukar Hafnarfjörður             | ISL        |
| Știința Municipial Dedeman Bacău | ROM        |
| Ystads IF                        | SWE        |

## Eredmények
| 1. csapat                        | Össz. | 2. csapat                 | 1. mérk. | 2. mérk. |
| -------------------------------- | ----- | ------------------------- | -------- | -------- |
| Székelyudvarhelyi KC             | 69–70 | Beşiktaş JK               | 40–33    | 29–37    |
| IFK Kristianstad                 | 47–48 | Eskilstuna Guif           | 24–22    | 23–26    |
| HC Kumanovo                      | 58–61 | Sungul Snezhinsk          | 27–26    | 31–35    |
| HV KRAS/Volendam                 | 56–59 | RK Cimos Koper            | 31–32    | 25–27    |
| Tauron Stal Mielec               | 53–56 | Team Tvis Holstebro       | 29–26    | 24–30    |
| Grundfos Tatabánya KC            | 46–59 | Elverum Handball Herrer   | 23–27    | 23–32    |
| Madeira SAD                      | 51–62 | A.C. Diomidis Argous      | 25–30    | 26–32    |
| Permskie medvedi                 | 66–64 | Wacker Thun               | 38–32    | 28–32    |
| SL Benfica                       | 72–45 | Loacker Südtirol Team     | 32–20    | 40–25    |
| KIF Kolding                      | 66–48 | HC Lovcen                 | 34–17    | 32–31    |
| RK Nexe Nasice                   | 60–66 | HC Meshkov Brest          | 30–31    | 30–35    |
| RK Siscia                        | 46–45 | HC Dinamo Poltava         | 23–24    | 23–21    |
| HC Vardar PRO - Skopje           | 60–44 | HK .A.S.A. Mesto Lovosice | 36–19    | 24–25    |
| HK Kopavogur                     | 50–77 | RK Maribor Branik         | 25–42    | 25–35    |
| RK Vojvodina                     | 53–52 | Balatonfüredi KSE         | 29–25    | 24–27    |
| HC Motor Zaporozhye              | 58–47 | Haukar Hafnarfjörður      | 30–25    | 28–22    |
| Știința Municipial Dedeman Bacău | 51–46 | Ystads IF                 | 28–24    | 23–22    |

| 2012. október 13. 18:00 | Székelyudvarhelyi KC | 40 – 33     | Beşiktaş JK | Székelyudvarhely Nézőszám: 1200 Játékvezetők: Ćindrić, Gonžurek (horvátok) |
| 2012. október 13. 18:00 | Rusia 11             | (23 – 14)   | Özbahar 10  | Székelyudvarhely Nézőszám: 1200 Játékvezetők: Ćindrić, Gonžurek (horvátok) |
| 2012. október 13. 18:00 | 3× 3×                | Jegyzőkönyv | 1× 3×       | Székelyudvarhely Nézőszám: 1200 Játékvezetők: Ćindrić, Gonžurek (horvátok) |

| 2012. október 20. 16:00 | Beşiktaş JK | 37 – 29     | Székelyudvarhelyi KC | Isztambul Nézőszám: 1000 Játékvezetők: Alijev, Agakisijev (azerbajdzsániak) |
| 2012. október 20. 16:00 | Ladyko 9    | (19 – 14)   | Kuzmanovski 9        | Isztambul Nézőszám: 1000 Játékvezetők: Alijev, Agakisijev (azerbajdzsániak) |
| 2012. október 20. 16:00 | 4× 3×       | Jegyzőkönyv | 4× 3×                | Isztambul Nézőszám: 1000 Játékvezetők: Alijev, Agakisijev (azerbajdzsániak) |

| 2012. október 13. 16:00 | IFK Kristianstad | 24 – 22     | Eskistuna Guif | Kristianstad Nézőszám: 3011 Játékvezetők: Kleven, Ramberg (norvégok) |
| 2012. október 13. 16:00 | Madsen 6         | (8 – 15)    | Zachrisson 9   | Kristianstad Nézőszám: 3011 Játékvezetők: Kleven, Ramberg (norvégok) |
| 2012. október 13. 16:00 | 3× 1×            | Jegyzőkönyv | 4× 1×          | Kristianstad Nézőszám: 3011 Játékvezetők: Kleven, Ramberg (norvégok) |

| 2012. október 20. 16:00 | Eskistuna Guif | 26 – 23     | IFK Kristianstad | Eskilstuna Nézőszám: 1100 Játékvezetők: Stokes, Bartlett (angolok) |
| 2012. október 20. 16:00 | Andersson 6    | (11 – 16)   | Madsen 5         | Eskilstuna Nézőszám: 1100 Játékvezetők: Stokes, Bartlett (angolok) |
| 2012. október 20. 16:00 | 3× 3×          | Jegyzőkönyv | 5× 2×            | Eskilstuna Nézőszám: 1100 Játékvezetők: Stokes, Bartlett (angolok) |

| 2012. október 13. 19:00 | HC Kumanovo             | 27 – 26     | Sungul Snezhinsk | Kumanovo Nézőszám: 2300 Játékvezetők: Panayides, Andreou (ciprusiak) |
| 2012. október 13. 19:00 | Blažeski, Georgievski 6 | (16 – 11)   | Usakov 7         | Kumanovo Nézőszám: 2300 Játékvezetők: Panayides, Andreou (ciprusiak) |
| 2012. október 13. 19:00 | 2× 3×                   | Jegyzőkönyv | 4× 3×            | Kumanovo Nézőszám: 2300 Játékvezetők: Panayides, Andreou (ciprusiak) |

| 2012. október 20. 16:00 | Sungul Snezhinsk | 35 – 31     | HC Kumanovo  | Snezhinsk Nézőszám: 1000 Játékvezetők: Hajek, Macho (csehek) |
| 2012. október 20. 16:00 | Morozov 9        | (17 – 11)   | Trajkovski 6 | Snezhinsk Nézőszám: 1000 Játékvezetők: Hajek, Macho (csehek) |
| 2012. október 20. 16:00 | 5× 3×            | Jegyzőkönyv | 4× 2×        | Snezhinsk Nézőszám: 1000 Játékvezetők: Hajek, Macho (csehek) |

| 2012. október 13. 19:00 | HV KRAS/Volendam | 31 – 32     | RK Simos Koper | Volendam Nézőszám: 700 Játékvezetők: Samuelsen, Hansen (feröer-szigetekiek) |
| 2012. október 13. 19:00 | Adams 10         | (17 – 12)   | Brumen 7       | Volendam Nézőszám: 700 Játékvezetők: Samuelsen, Hansen (feröer-szigetekiek) |
| 2012. október 13. 19:00 | 4× 3×            | Jegyzőkönyv | 3× 3×          | Volendam Nézőszám: 700 Játékvezetők: Samuelsen, Hansen (feröer-szigetekiek) |

| 2012. október 20. 19:00 | RK Simos Koper       | 27 – 25     | HV KRAS/Volendam | Koper Nézőszám: 800 Játékvezetők: Frieser, Frieser (csehek) |
| 2012. október 20. 19:00 | Brumen, Manojlović 6 | (13 – 12)   | Adams 6          | Koper Nézőszám: 800 Játékvezetők: Frieser, Frieser (csehek) |
| 2012. október 20. 19:00 | 8× 1×                | Jegyzőkönyv | 5× 2× 1×         | Koper Nézőszám: 800 Játékvezetők: Frieser, Frieser (csehek) |

| 2012. október 13. 19:00 | Tauron Stal Mielec | 29 – 26     | Team Tvis Holstebro | Mielec Nézőszám: 1600 Játékvezetők: Pandzić, Satordzija (bosnyákok) |
| 2012. október 13. 19:00 | Chodara 7          | (17 – 12)   | Larsen 13           | Mielec Nézőszám: 1600 Játékvezetők: Pandzić, Satordzija (bosnyákok) |
| 2012. október 13. 19:00 | 6× 3×              | Jegyzőkönyv | 4× 3×               | Mielec Nézőszám: 1600 Játékvezetők: Pandzić, Satordzija (bosnyákok) |

| 2012. október 20. 16:15 | Team Tvis Holstebro | 30 – 24     | Tauron Stal Mielec | Holstebro Nézőszám: 1303 Játékvezetők: Mitrevski, Todorovski (macedónok) |
| 2012. október 20. 16:15 | Larsen 9            | (16 – 11)   | Chodara 5          | Holstebro Nézőszám: 1303 Játékvezetők: Mitrevski, Todorovski (macedónok) |
| 2012. október 20. 16:15 | 6× 3× 1×            | Jegyzőkönyv | 2× 3×              | Holstebro Nézőszám: 1303 Játékvezetők: Mitrevski, Todorovski (macedónok) |

| 2012. október 13. 18:00 | Grundfos Tatabánya KC | 23 – 27     | Elverum Handball Herrer | Tatabánya Nézőszám: 700 Játékvezetők: Borićić, Marković (szerbek) |
| 2012. október 13. 18:00 | Lele 8                | (10 – 13)   | Lindboe 5               | Tatabánya Nézőszám: 700 Játékvezetők: Borićić, Marković (szerbek) |
| 2012. október 13. 18:00 | 4× 3×                 | Jegyzőkönyv | 6× 3×                   | Tatabánya Nézőszám: 700 Játékvezetők: Borićić, Marković (szerbek) |

| 2012. október 21. 18:00 | Elverum Handball Herrer                   | 32 – 23     | Grundfos Tatabánya KC | Elverum Nézőszám: 1239 Játékvezetők: Cernavskis, Bogdanovs (lettek) |
| 2012. október 21. 18:00 | Majnov, Ojala, Rönnberg, Stegavik, Toft 4 | (17 – 9)    | Urban 5               | Elverum Nézőszám: 1239 Játékvezetők: Cernavskis, Bogdanovs (lettek) |
| 2012. október 21. 18:00 | 1× 3×                                     | Jegyzőkönyv | 2× 3×                 | Elverum Nézőszám: 1239 Játékvezetők: Cernavskis, Bogdanovs (lettek) |

| 2012. október 20. 19:00 | Madeira SAD | 25 – 30     | A.C. Diomidis Argous | Agia Triada Nézőszám: 700 Játékvezetők: Lah, Sok (szlovénok) |
| 2012. október 20. 19:00 | Pinto 10    | (12 – 15)   | Deligiannis 7        | Agia Triada Nézőszám: 700 Játékvezetők: Lah, Sok (szlovénok) |
| 2012. október 20. 19:00 | 1× 3×       | Jegyzőkönyv | 5× 3×                | Agia Triada Nézőszám: 700 Játékvezetők: Lah, Sok (szlovénok) |

| 2012. október 21. 19:00 | A.C. Diomidis Argous | 32 – 26     | Madeira SAD | Agia Triada Nézőszám: 700 Játékvezetők: Lah, Sok (szlovénok) |
| 2012. október 21. 19:00 | Megaloikonomou 7     | (14 – 12)   | Pinto 9     | Agia Triada Nézőszám: 700 Játékvezetők: Lah, Sok (szlovénok) |
| 2012. október 21. 19:00 | 5× 3×                | Jegyzőkönyv | 4× 1×       | Agia Triada Nézőszám: 700 Játékvezetők: Lah, Sok (szlovénok) |

| 2012. október 12. 19:00 | Permskie medvedi  | 38 – 32     | Wacker Thun           | Perm Nézőszám: 1500 Játékvezetők: Vesović, Mitrović (macedónok) |
| 2012. október 12. 19:00 | Buzmakov, Orlov 8 | (18 – 14)   | Linder, Deschwanden 8 | Perm Nézőszám: 1500 Játékvezetők: Vesović, Mitrović (macedónok) |
| 2012. október 12. 19:00 | 3× 3×             | Jegyzőkönyv | 3× 3× 1×              | Perm Nézőszám: 1500 Játékvezetők: Vesović, Mitrović (macedónok) |

| 2012. október 13. 15:00 | Wacker Thun | 32 – 28     | Permskie medvedi | Perm Nézőszám: 1200 Játékvezetők: Vesović, Mitrović (macedónok) |
| 2012. október 13. 15:00 | Chalkidis 6 | (15 – 14)   | Orlov 14         | Perm Nézőszám: 1200 Játékvezetők: Vesović, Mitrović (macedónok) |
| 2012. október 13. 15:00 | 4× 3×       | Jegyzőkönyv | 3× 3× 1×         | Perm Nézőszám: 1200 Játékvezetők: Vesović, Mitrović (macedónok) |

| 2012. október 13. 16:00 | SL Benfica | 32 – 20     | Loacker Südtirol Team | Lisszabon Nézőszám: 500 Játékvezetők: Bernet, Wick (svájciak) |
| 2012. október 13. 16:00 | Areia 8    | (18 – 8)    | Sporćić 7             | Lisszabon Nézőszám: 500 Játékvezetők: Bernet, Wick (svájciak) |
| 2012. október 13. 16:00 | 4× 2×      | Jegyzőkönyv | 2× 3×                 | Lisszabon Nézőszám: 500 Játékvezetők: Bernet, Wick (svájciak) |

| 2012. október 14. 19:00 | Loacker Südtirol Team | 25 – 40     | SL Benfica | Lisszabon Nézőszám: 400 Játékvezetők: Bernet, Wick (svájciak) |
| 2012. október 14. 19:00 | Maione 9              | (11 – 20)   | Pais 9     | Lisszabon Nézőszám: 400 Játékvezetők: Bernet, Wick (svájciak) |
| 2012. október 14. 19:00 | 2× 3×                 | Jegyzőkönyv | 3× 3×      | Lisszabon Nézőszám: 400 Játékvezetők: Bernet, Wick (svájciak) |

| 2012. október 12. 19:30 | KIF Kolding  | 34 – 17     | HC Lovcen | Glostrup Nézőszám: 500 Játékvezetők: Liachovicius, Gecevicius (litvánok) |
| 2012. október 12. 19:30 | Hundstrup 12 | (16 – 10)   | Grbović 4 | Glostrup Nézőszám: 500 Játékvezetők: Liachovicius, Gecevicius (litvánok) |
| 2012. október 12. 19:30 | 3× 3×        | Jegyzőkönyv | 2× 3×     | Glostrup Nézőszám: 500 Játékvezetők: Liachovicius, Gecevicius (litvánok) |

| 2012. október 13. 15:00 | HC Lovcen  | 31 – 32     | KIF Kolding            | Vordingborg Nézőszám: 600 Játékvezetők: Liachovicius, Gecevicius (litvánok) |
| 2012. október 13. 15:00 | Marković 9 | (14 – 15)   | Andersson, Andersen 10 | Vordingborg Nézőszám: 600 Játékvezetők: Liachovicius, Gecevicius (litvánok) |
| 2012. október 13. 15:00 | 2× 3×      | Jegyzőkönyv | 5× 3×                  | Vordingborg Nézőszám: 600 Játékvezetők: Liachovicius, Gecevicius (litvánok) |

| 2012. október 13. 19:00 | RK Nexe Nasice | 30 – 31     | HC Meshkov Brest | Nekcse Nézőszám: 700 Játékvezetők: Pavel, State (románok) |
| 2012. október 13. 19:00 | Lelić 7        | (13 – 18)   | Knudsen 7        | Nekcse Nézőszám: 700 Játékvezetők: Pavel, State (románok) |
| 2012. október 13. 19:00 | 3× 3×          | Jegyzőkönyv | 8× 3× 1×         | Nekcse Nézőszám: 700 Játékvezetők: Pavel, State (románok) |

| 2012. október 20. 16:00 | HC Meshkov Brest | 35 – 30     | RK Nexe Nasice | Breszt Nézőszám: 1500 Játékvezetők: Mäkinen, Jonsson (svédek) |
| 2012. október 20. 16:00 | Atajevas 15      | (15 – 13)   | Slisković 10   | Breszt Nézőszám: 1500 Játékvezetők: Mäkinen, Jonsson (svédek) |
| 2012. október 20. 16:00 | 3× 3× 1×         | Jegyzőkönyv | 3× 3×          | Breszt Nézőszám: 1500 Játékvezetők: Mäkinen, Jonsson (svédek) |

| 2012. október 19. 18:00 | RK Siscia     | 23 – 24     | HC Dinamo Poltava | Poltava Nézőszám: 600 Játékvezetők: Aghakishi, Aghakishi (azerbajdzsániak) |
| 2012. október 19. 18:00 | Kević, Nuić 5 | (13 – 10)   | Kovalenko 10      | Poltava Nézőszám: 600 Játékvezetők: Aghakishi, Aghakishi (azerbajdzsániak) |
| 2012. október 19. 18:00 | 2× 3×         | Jegyzőkönyv | 2× 2×             | Poltava Nézőszám: 600 Játékvezetők: Aghakishi, Aghakishi (azerbajdzsániak) |

| 2012. október 20. 18:00 | HC Dinamo Poltava | 21 – 23     | RK Siscia         | Poltava Nézőszám: 600 Játékvezetők: Aghakishi, Aghakishi (azerbajdzsániak) |
| 2012. október 20. 18:00 | Tyukin 5          | (10 – 10)   | Jurjević, Kević 5 | Poltava Nézőszám: 600 Játékvezetők: Aghakishi, Aghakishi (azerbajdzsániak) |
| 2012. október 20. 18:00 | 3× 3×             | Jegyzőkönyv | 4× 3×             | Poltava Nézőszám: 600 Játékvezetők: Aghakishi, Aghakishi (azerbajdzsániak) |

| 2012. október 13. 18:00 | HC Vardar PRO - Skopje | 36 – 19     | HK .A.S.A. Mesto Lovosice | Szkopje Nézőszám: 1780 Játékvezetők: Yudchyts, Kot (fehéroroszok) |
| 2012. október 13. 18:00 | Markoski 7             | (17 – 10)   | Chroutovsky, Motl 4       | Szkopje Nézőszám: 1780 Játékvezetők: Yudchyts, Kot (fehéroroszok) |
| 2012. október 13. 18:00 | 6× 3×                  | Jegyzőkönyv | 7× 3×                     | Szkopje Nézőszám: 1780 Játékvezetők: Yudchyts, Kot (fehéroroszok) |

| 2012. október 20. 17:00 | HK .A.S.A. Mesto Lovosice | 25 – 24     | HC Vardar PRO - Skopje | Lovosice Nézőszám: 800 Játékvezetők: Kaveshnikov, Plotnikov (oroszok) |
| 2012. október 20. 17:00 | Motl 10                   | (13 – 6)    | Karaćić 7              | Lovosice Nézőszám: 800 Játékvezetők: Kaveshnikov, Plotnikov (oroszok) |
| 2012. október 20. 17:00 | 3× 2×                     | Jegyzőkönyv | 4× 3×                  | Lovosice Nézőszám: 800 Játékvezetők: Kaveshnikov, Plotnikov (oroszok) |

| 2012. október 20. 17:00 | HK Kopavogur | 25 – 42     | RK Maribor Branik | Maribor Nézőszám: 400 Játékvezetők: Mata, Lopez (spanyolok) |
| 2012. október 20. 17:00 | Elisson 8    | (11 – 20)   | Zarabec 9         | Maribor Nézőszám: 400 Játékvezetők: Mata, Lopez (spanyolok) |
| 2012. október 20. 17:00 | 3× 2×        | Jegyzőkönyv | 5× 3×             | Maribor Nézőszám: 400 Játékvezetők: Mata, Lopez (spanyolok) |

| 2012. október 21. 18:00 | RK Maribor Branik | 35 – 25     | HK Kopavogur          | Maribor Nézőszám: 300 Játékvezetők: Mata, Lopez (spanyolok) |
| 2012. október 21. 18:00 | Tarabochia 6      | (19 – 11)   | Elisson, Magnusson 10 | Maribor Nézőszám: 300 Játékvezetők: Mata, Lopez (spanyolok) |
| 2012. október 21. 18:00 | 2× 3×             | Jegyzőkönyv | 4× 3×                 | Maribor Nézőszám: 300 Játékvezetők: Mata, Lopez (spanyolok) |

| 2012. október 13. 18:00 | RK Vojvodina | 29 – 25     | Balatonfüredi KSE | Újvidék Nézőszám: 1000 Játékvezetők: Chaskis, Tsakonas (görögök) |
| 2012. október 13. 18:00 | Stojanović 9 | (12 – 11)   | Sandrk 6          | Újvidék Nézőszám: 1000 Játékvezetők: Chaskis, Tsakonas (görögök) |
| 2012. október 13. 18:00 | 4× 3× 1×     | Jegyzőkönyv | 9× 3×             | Újvidék Nézőszám: 1000 Játékvezetők: Chaskis, Tsakonas (görögök) |

| 2012. október 20. 18:00 | Balatonfüredi KSE | 27 – 24     | RK Vojvodina | Balatonfüred Nézőszám: 600 Játékvezetők: Sirbu, Suponicov (moldávok) |
| 2012. október 20. 18:00 | Zdolik 7          | (11 – 13)   | Milosević 5  | Balatonfüred Nézőszám: 600 Játékvezetők: Sirbu, Suponicov (moldávok) |
| 2012. október 20. 18:00 | 4× 3×             | Jegyzőkönyv | 7× 2× 1×     | Balatonfüred Nézőszám: 600 Játékvezetők: Sirbu, Suponicov (moldávok) |

| 2012. október 13. 17:00 | HC Motor Zaporozhye | 30 – 25     | Haukar Hafnarfjörður | Zaporozhye Nézőszám: 2500 Játékvezetők: Krkacev, Kolevski (macedónok) |
| 2012. október 13. 17:00 | Aflitulin 6         | (15 – 11)   | Sigurmannsson 11     | Zaporozhye Nézőszám: 2500 Játékvezetők: Krkacev, Kolevski (macedónok) |
| 2012. október 13. 17:00 | 5× 3× 1×            | Jegyzőkönyv | 4× 3×                | Zaporozhye Nézőszám: 2500 Játékvezetők: Krkacev, Kolevski (macedónok) |

| 2012. október 14. 17:00 | Haukar Hafnarfjörður | 22 – 28     | HC Motor Zaporozhye | Zaporozhye Nézőszám: 1800 Játékvezetők: Krkacev, Kolevski (macedónok) |
| 2012. október 14. 17:00 | Thorisson 6          | (10 – 14)   | Kurylenko 5         | Zaporozhye Nézőszám: 1800 Játékvezetők: Krkacev, Kolevski (macedónok) |
| 2012. október 14. 17:00 | 3× 3×                | Jegyzőkönyv | 7× 3×               | Zaporozhye Nézőszám: 1800 Játékvezetők: Krkacev, Kolevski (macedónok) |

| 2012. október 13. 18:00 | Știința Dedeman Bacău      | 28 – 24     | Ystads IF      | Bákó Nézőszám: 1300 Játékvezetők: Konjicanin, Konjicanin (bosnyákok) |
| 2012. október 13. 18:00 | Da Silva Ferreira, Ghiță 6 | (16 – 12)   | Gottfridsson 6 | Bákó Nézőszám: 1300 Játékvezetők: Konjicanin, Konjicanin (bosnyákok) |
| 2012. október 13. 18:00 | 2× 2×                      | Jegyzőkönyv | 3× 3×          | Bákó Nézőszám: 1300 Játékvezetők: Konjicanin, Konjicanin (bosnyákok) |

| 2012. október 14. 18:00 | Ystads IF             | 22 – 23     | Știința Dedeman Bacău | Bákó Nézőszám: 1400 Játékvezetők: Konjicanin, Konjicanin (bosnyákok) |
| 2012. október 14. 18:00 | Bager, Gottfridsson 5 | (10 – 10)   | Ghiță 10              | Bákó Nézőszám: 1400 Játékvezetők: Konjicanin, Konjicanin (bosnyákok) |
| 2012. október 14. 18:00 | 1× 3×                 | Jegyzőkönyv | 2× 3×                 | Bákó Nézőszám: 1400 Játékvezetők: Konjicanin, Konjicanin (bosnyákok) |

## Harmadik kör

### Részt vevő csapatok
| Klub                 | Nemzetiség |
| -------------------- | ---------- |
| Frisch Auf Göppingen | GER        |
| HC Meshkov Brest     | BLR        |
| RK Borac Banja Luka  | BIH        |
| TATRAN Presov        | SVK        |
| RK Siscia            | CRO        |
| RK Maribor Branik    | SLO        |
| A.C. Diomidis Argous | GRE        |
| Rhein-Neckar Löwen   | GER        |
| RK Cimos Koper       | SLO        |
| FC Porto Vitalis     | POR        |
| HBC Nantes           | FRA        |

| Klub                             | Nemzetiség |
| -------------------------------- | ---------- |
| SL Benfica                       | POR        |
| Team Tvis Holstebro              | DEN        |
| Saint-Raphael Var Handball       | FRA        |
| Eskilstuna Guif                  | SWE        |
| BM Aragon                        | ESP        |
| SC Magdeburg                     | GER        |
| HC Vardar PRO - Skopje           | MKD        |
| Naturhouse La Rioja              | ESP        |
| RK Vojvodina                     | SRB        |
| Știința Municipial Dedeman Bacău | ROM        |
| Maccabi Srugo Rishon Lezion      | ISR        |

| Klub                    | Nemzetiség |
| ----------------------- | ---------- |
| Haslum HK               | NOR        |
| Beşiktaş JK             | TUR        |
| Orlen Wisla Plock       | POL        |
| Sungul Snezhinsk        | RUS        |
| Elverum Handball Herrer | NOR        |
| RK Sloga                | BIH        |
| HC Motor Zaporozhye     | UKR        |
| Alpla HC Hard           | AUT        |
| KIF Kolding             | DEN        |
| Permskie medvedi        | RUS        |

## Eredmények
| 1. csapat                        | Össz.      | 2. csapat                   | 1. mérk. | 2. mérk. |
| -------------------------------- | ---------- | --------------------------- | -------- | -------- |
| Frisch Auf Göppingen             | 58–41      | HC Meshkov Brest            | 29–17    | 29–24    |
| RK Borac Banja Luka              | 50–66      | TATRAN Presov               | 25–36    | 25–30    |
| RK Siscia                        | 52–64      | RK Maribor Branik           | 30–29    | 22–35    |
| A.C. Diomidis Argous             | 44–64      | Rhein-Neckar Löwen          | 27–27    | 17–37    |
| RK Cimos Koper                   | 51–50      | FC Porto Vitalis            | 29–23    | 22–27    |
| HBC Nantes                       | 51–49      | SL Benfica                  | 29–21    | 22–28    |
| Team Tvis Holstebro              | 67–54      | Saint-Raphael Var Handball  | 35–19    | 32–35    |
| Eskilstuna Guif                  | (ig.)57–57 | BM Aragon                   | 30–26    | 27–31    |
| SC Magdeburg                     | 56–55      | HC Vardar PRO - Skopje      | 30–27    | 26–28    |
| Naturhouse La Rioja              | 50–45      | RK Vojvodina                | 28–19    | 22–26    |
| Știința Municipial Dedeman Bacău | 55–44      | Maccabi Srugo Rishon Lezion | 32–22    | 22–22    |
| Haslum HK                        | 56–57      | Beşiktaş JK                 | 31–20    | 25–37    |
| Orlen Wisla Plock                | 66–47      | Sungul Snezhinsk            | 37–23    | 29–24    |
| Elverum Handball Herrer          | 71–51      | RK Sloga                    | 34–24    | 37–27    |
| HC Motor Zaporozhye              | 60–48      | Alpla HC Hard               | 27–26    | 33–22    |
| KIF Kolding                      | 68–54      | Permskie medvedi            | 41–24    | 27–30    |

| 2012. november 24. 19:30 | Frisch Auf Göppingen | 29 – 17     | HC Meshkov Brest | Göppingen Nézőszám: 2700 Játékvezetők: Stenrand, Birch (dánok) |
| 2012. november 24. 19:30 | Horak 5              | (13 – 7)    | Kniazeu 5        | Göppingen Nézőszám: 2700 Játékvezetők: Stenrand, Birch (dánok) |
| 2012. november 24. 19:30 | 4× 2×                | Jegyzőkönyv | 5× 3× 1×         | Göppingen Nézőszám: 2700 Játékvezetők: Stenrand, Birch (dánok) |

| 2012. december 1. 16:00 | HC Meshkov Brest | 24 – 29     | Frisch Auf Göppingen | Breszt Nézőszám: 2000 Játékvezetők: Mata, Lopez (spanyolok) |
| 2012. december 1. 16:00 | Vukić 9          | (11 – 16)   | Markez 7             | Breszt Nézőszám: 2000 Játékvezetők: Mata, Lopez (spanyolok) |
| 2012. december 1. 16:00 | 6× 3× 1×         | Jegyzőkönyv | 4× 3×                | Breszt Nézőszám: 2000 Játékvezetők: Mata, Lopez (spanyolok) |

| 2012. november 24. 18:00 | RK Borac Banja Luka | 25 – 36     | TATRAN Presov | Banja Luka Nézőszám: 1000 Játékvezetők: Katsikis, Michailidis (görögök) |
| 2012. november 24. 18:00 | Mikić 6             | (11 – 19)   | Antl, Krok 7  | Banja Luka Nézőszám: 1000 Játékvezetők: Katsikis, Michailidis (görögök) |
| 2012. november 24. 18:00 | 5× 2×               | Jegyzőkönyv | 2× 2×         | Banja Luka Nézőszám: 1000 Játékvezetők: Katsikis, Michailidis (görögök) |

| 2012. december 1. 18:00 | TATRAN Presov | 30 – 25     | RK Borac Banja Luka | Eperjes Nézőszám: 1685 Játékvezetők: Mykolaitis, Sniurevicius (litvánok) |
| 2012. december 1. 18:00 | Antl 12       | (12 – 11)   | Obradović 7         | Eperjes Nézőszám: 1685 Játékvezetők: Mykolaitis, Sniurevicius (litvánok) |
| 2012. december 1. 18:00 | 2× 3×         | Jegyzőkönyv | 3× 3×               | Eperjes Nézőszám: 1685 Játékvezetők: Mykolaitis, Sniurevicius (litvánok) |

| 2012. november 24. 18:00 | RK Siscia | 30 – 29     | RK Maribor Branik | Sziszek Nézőszám: 1500 Játékvezetők: Brkic, Jusufhodzic (osztrákok) |
| 2012. november 24. 18:00 | Nuić 8    | (12 – 11)   | Zarabec 8         | Sziszek Nézőszám: 1500 Játékvezetők: Brkic, Jusufhodzic (osztrákok) |
| 2012. november 24. 18:00 | 4× 3×     | Jegyzőkönyv | 5× 3×             | Sziszek Nézőszám: 1500 Játékvezetők: Brkic, Jusufhodzic (osztrákok) |

| 2012. december 2. 18:00 | RK Maribor Branik | 35 – 22     | RK Siscia | Maribor Nézőszám: 800 Játékvezetők: Pandzić, Satordzija (bosnyákok) |
| 2012. december 2. 18:00 | Spelić 7          | (19 – 13)   | Nuić 7    | Maribor Nézőszám: 800 Játékvezetők: Pandzić, Satordzija (bosnyákok) |
| 2012. december 2. 18:00 | 8× 3× 1×          | Jegyzőkönyv | 3× 3×     | Maribor Nézőszám: 800 Játékvezetők: Pandzić, Satordzija (bosnyákok) |

| 2012. december 2. 18:30 | A.C. Diomidis Argous | 27 – 27     | Rhein-Neckar Löwen | Loutraki Nézőszám: 500 Játékvezetők: Veber, Pangerc (szlovénok) |
| 2012. december 2. 18:30 | Megaloikonomou 7     | (14 – 11)   | Šešum 12           | Loutraki Nézőszám: 500 Játékvezetők: Veber, Pangerc (szlovénok) |
| 2012. december 2. 18:30 | 4× 3× 1×             | Jegyzőkönyv | 3× 3× 1×           | Loutraki Nézőszám: 500 Játékvezetők: Veber, Pangerc (szlovénok) |

| 2012. november 24. 18:30 | Rhein-Neckar Löwen | 37 – 17     | A.C. Diomidis Argous | Mannheim Nézőszám: 1097 Játékvezetők: Kleven, Ramberg (norvégok) |
| 2012. november 24. 18:30 | Groetzki 9         | (21 – 8)    | Mastorogiannis 4     | Mannheim Nézőszám: 1097 Játékvezetők: Kleven, Ramberg (norvégok) |
| 2012. november 24. 18:30 | 6× 2× 1×           | Jegyzőkönyv | 4× 3× 1×             | Mannheim Nézőszám: 1097 Játékvezetők: Kleven, Ramberg (norvégok) |

| 2012. november 24. 19:00 | RK Cimos Koper                   | 29 – 23     | FC Porto Vitalis            | Koper Nézőszám: 1300 Játékvezetők: Olesen, Pedersen (dánok) |
| 2012. november 24. 19:00 | Brumen, Krivokapić, Manojlović 6 | (11 – 12)   | Nogueira, Duarte, Spinola 4 | Koper Nézőszám: 1300 Játékvezetők: Olesen, Pedersen (dánok) |
| 2012. november 24. 19:00 | 6× 2×                            | Jegyzőkönyv | 5× 2×                       | Koper Nézőszám: 1300 Játékvezetők: Olesen, Pedersen (dánok) |

| 2012. december 1. 18:00 | FC Porto Vitalis | 27 – 22     | RK Cimos Koper       | Porto Nézőszám: 863 Játékvezetők: Fleisch, Rieber (németek) |
| 2012. december 1. 18:00 | Rocha 7          | (12 – 10)   | Bombač, Krivokapić 5 | Porto Nézőszám: 863 Játékvezetők: Fleisch, Rieber (németek) |
| 2012. december 1. 18:00 | 4× 3×            | Jegyzőkönyv | 5× 2×                | Porto Nézőszám: 863 Játékvezetők: Fleisch, Rieber (németek) |

| 2012. november 25. 17:00 | HBC Nantes            | 29 – 21     | SL Benfica         | Nantes Nézőszám: 5000 Játékvezetők: Mitrevski, Todorovski (macedónok) |
| 2012. november 25. 17:00 | Esterrios Rodriguez 8 | (13 – 12)   | Oliveira Andrade 6 | Nantes Nézőszám: 5000 Játékvezetők: Mitrevski, Todorovski (macedónok) |
| 2012. november 25. 17:00 | 4× 3×                 | Jegyzőkönyv | 3× 3×              | Nantes Nézőszám: 5000 Játékvezetők: Mitrevski, Todorovski (macedónok) |

| 2012. december 1. 06:00 | SL Benfica         | 28 – 22     | HBC Nantes | Lisszabon Nézőszám: 500 Játékvezetők: Vesović, Mitrović (montenegróiak) |
| 2012. december 1. 06:00 | Oliveira Andrade 7 | (11 – 11)   | Maqueda 9  | Lisszabon Nézőszám: 500 Játékvezetők: Vesović, Mitrović (montenegróiak) |
| 2012. december 1. 06:00 | 4× 3×              | Jegyzőkönyv | 3× 3×      | Lisszabon Nézőszám: 500 Játékvezetők: Vesović, Mitrović (montenegróiak) |

| 2012. november 25. 15:15 | Team Tvis Holstebro | 35 – 19     | Saint-Raphael Var Handball | Holstebro Nézőszám: 1887 Játékvezetők: Liachovicius, Gecevicius (litvánok) |
| 2012. november 25. 15:15 | Brammig 7           | (17 – 7)    | Chaucheteux 6              | Holstebro Nézőszám: 1887 Játékvezetők: Liachovicius, Gecevicius (litvánok) |
| 2012. november 25. 15:15 | 5× 3×               | Jegyzőkönyv | 6× 3× 1×                   | Holstebro Nézőszám: 1887 Játékvezetők: Liachovicius, Gecevicius (litvánok) |

| 2012. december 2. 17:00 | Saint-Raphael Var Handball | 35 – 32     | Team Tvis Holstebro | Saint Raphael Nézőszám: 800 Játékvezetők: Herczeg, Südi (magyarok) |
| 2012. december 2. 17:00 | Abily 10                   | (18 – 15)   | Brammig, Laersen 7  | Saint Raphael Nézőszám: 800 Játékvezetők: Herczeg, Südi (magyarok) |
| 2012. december 2. 17:00 | 6× 2× 1×                   | Jegyzőkönyv | 9× 2× 1×            | Saint Raphael Nézőszám: 800 Játékvezetők: Herczeg, Südi (magyarok) |

| 2012. november 24. 16:00 | Eskilstuna Guif | 30 – 26     | BM Aragon       | Eskilstuna Nézőszám: 1840 Játékvezetők: Kékes, Kékes (magyarok) |
| 2012. november 24. 16:00 | Tholin 9        | (13 – 14)   | Ruiz Casanova 7 | Eskilstuna Nézőszám: 1840 Játékvezetők: Kékes, Kékes (magyarok) |
| 2012. november 24. 16:00 | 7× 3×           | Jegyzőkönyv | 5× 2×           | Eskilstuna Nézőszám: 1840 Játékvezetők: Kékes, Kékes (magyarok) |

| 2012. december 1. 19:00 | BM Aragon       | 31 – 27     | Eskilstuna Guif | Zaragoza Nézőszám: 2100 Játékvezetők: Novikov, Perepilitsy (ukránok) |
| 2012. december 1. 19:00 | Molina Cosano 6 | (15 – 11)   | Tholin 8        | Zaragoza Nézőszám: 2100 Játékvezetők: Novikov, Perepilitsy (ukránok) |
| 2012. december 1. 19:00 | 3× 2×           | Jegyzőkönyv | 3× 3×           | Zaragoza Nézőszám: 2100 Játékvezetők: Novikov, Perepilitsy (ukránok) |

| 2012. november 23. 19:30 | SC Magdeburg                      | 30 – 27     | HC Vardar PRO-Skopje   | Magdeburg Nézőszám: 1186 Játékvezetők: Muro San Jose, Rodriguez Murcia (spanyolok) |
| 2012. november 23. 19:30 | Rojewski, Schäpsmeier, Tönnesen 5 | (16 – 13)   | Jovchevski, Marković 6 | Magdeburg Nézőszám: 1186 Játékvezetők: Muro San Jose, Rodriguez Murcia (spanyolok) |
| 2012. november 23. 19:30 | 4× 3×                             | Jegyzőkönyv | 4× 3×                  | Magdeburg Nézőszám: 1186 Játékvezetők: Muro San Jose, Rodriguez Murcia (spanyolok) |

| 2012. december 2. 18:00 | HC Vardar PRO-Skopje | 28 – 26     | SC Magdeburg | Szkopje Nézőszám: 2900 Játékvezetők: Cohen, Peretz (izraeliek) |
| 2012. december 2. 18:00 | Lazarov 7            | (14 – 14)   | Weber 10     | Szkopje Nézőszám: 2900 Játékvezetők: Cohen, Peretz (izraeliek) |
| 2012. december 2. 18:00 | 4× 3×                | Jegyzőkönyv | 6× 3× 1×     | Szkopje Nézőszám: 2900 Játékvezetők: Cohen, Peretz (izraeliek) |

| 2012. november 24. 20:00 | Naturhouse La Rioja | 28 – 19     | RK Vojvodina | Logroño Nézőszám: 2500 Játékvezetők: Santos, Fonseca (portugálok) |
| 2012. november 24. 20:00 | Curuvija 7          | (15 – 10)   | Milosević 4  | Logroño Nézőszám: 2500 Játékvezetők: Santos, Fonseca (portugálok) |
| 2012. november 24. 20:00 | 4× 2×               | Jegyzőkönyv | 6× 3× 2×     | Logroño Nézőszám: 2500 Játékvezetők: Santos, Fonseca (portugálok) |

| 2012. december 1. 12:00 | RK Vojvodina | 26 – 22     | Naturhouse La Rioja    | Újvidék Nézőszám: 700 Játékvezetők: Johansson, Kliko (svédek) |
| 2012. december 1. 12:00 | Stojanović 7 | (10 – 9)    | Tioumentsev Barabash 6 | Újvidék Nézőszám: 700 Játékvezetők: Johansson, Kliko (svédek) |
| 2012. december 1. 12:00 | 6× 3× 1×     | Jegyzőkönyv | 3× 3×                  | Újvidék Nézőszám: 700 Játékvezetők: Johansson, Kliko (svédek) |

| 2012. november 24. 16:30 | Știința Dedeman Bacău | 33 – 22     | Maccabi Srugo Rishon Lezion | Bákó Nézőszám: 1500 Játékvezetők: Chaskis, Tsakonas (görögök) |
| 2012. november 24. 16:30 | Bondar 8              | (15 – 8)    | Rosental 7                  | Bákó Nézőszám: 1500 Játékvezetők: Chaskis, Tsakonas (görögök) |
| 2012. november 24. 16:30 | 5× 3×                 | Jegyzőkönyv | 6× 2× 1×                    | Bákó Nézőszám: 1500 Játékvezetők: Chaskis, Tsakonas (görögök) |

| 2012. november 25. 16:30 | Maccabi Srugo Rishon Lezion | 22 – 22     | Știința Dedeman Bacău | Bákó Nézőszám: 1400 Játékvezetők: Chaskis, Tsakonas (görögök) |
| 2012. november 25. 16:30 | Rosental 6                  | (12 – 12)   | Bondar 8              | Bákó Nézőszám: 1400 Játékvezetők: Chaskis, Tsakonas (görögök) |
| 2012. november 25. 16:30 | 9× 3×                       | Jegyzőkönyv | 8× 3× 1×              | Bákó Nézőszám: 1400 Játékvezetők: Chaskis, Tsakonas (görögök) |

| 2012. november 24. 18:00 | Haslum HK | 31 – 20     | Beşiktaş JK | Bekkestua Nézőszám: 400 Játékvezetők: Baranowski, Lemanowicz (lengyelek) |
| 2012. november 24. 18:00 | Koren 9   | (19 – 10)   | Özbahar 7   | Bekkestua Nézőszám: 400 Játékvezetők: Baranowski, Lemanowicz (lengyelek) |
| 2012. november 24. 18:00 | 5× 3×     | Jegyzőkönyv | 6× 3×       | Bekkestua Nézőszám: 400 Játékvezetők: Baranowski, Lemanowicz (lengyelek) |

| 2012. december 2. 15:00 | Beşiktaş JK | 37 – 25     | Haslum HK | Isztambul Nézőszám: 800 Játékvezetők: Krkacev, Kolevski (macedónok) |
| 2012. december 2. 15:00 | Döne 14     | (18 – 9)    | Klev 6    | Isztambul Nézőszám: 800 Játékvezetők: Krkacev, Kolevski (macedónok) |
| 2012. december 2. 15:00 | 1× 3×       | Jegyzőkönyv | 5× 3×     | Isztambul Nézőszám: 800 Játékvezetők: Krkacev, Kolevski (macedónok) |

| 2012. november 24. 20:00 | Orlen Wisla Plock | 37 – 23     | Sungul Snezhinsk   | Płock Nézőszám: 4750 Játékvezetők: Pandzić, Mosorinski (szerbek) |
| 2012. november 24. 20:00 | Kubisztal 9       | (15 – 10)   | Mozorov, Ushakov 6 | Płock Nézőszám: 4750 Játékvezetők: Pandzić, Mosorinski (szerbek) |
| 2012. november 24. 20:00 | 5× 3×             | Jegyzőkönyv | 4× 3×              | Płock Nézőszám: 4750 Játékvezetők: Pandzić, Mosorinski (szerbek) |

| 2012. december 1. 08:00 | Sungul Snezhinsk | 24 – 29     | Orlen Wisla Plock | Snezhinsk Nézőszám: 1000 Játékvezetők: Karlubik, Struhar (szlovákok) |
| 2012. december 1. 08:00 | Lomov 9          | (12 – 16)   | Spanne 11         | Snezhinsk Nézőszám: 1000 Játékvezetők: Karlubik, Struhar (szlovákok) |
| 2012. december 1. 08:00 | 4× 3×            | Jegyzőkönyv | 2× 3×             | Snezhinsk Nézőszám: 1000 Játékvezetők: Karlubik, Struhar (szlovákok) |

| 2012. november 25. 18:00 | Elverum Handball Herrer | 34 – 24     | RK Sloga    | Elverum Nézőszám: 1087 Játékvezetők: Kouz, Zhobar (ukránok) |
| 2012. november 25. 18:00 | Lindboe 8               | (15 – 11)   | Vukicević 8 | Elverum Nézőszám: 1087 Játékvezetők: Kouz, Zhobar (ukránok) |
| 2012. november 25. 18:00 | 6× 2×                   | Jegyzőkönyv | 7× 3×       | Elverum Nézőszám: 1087 Játékvezetők: Kouz, Zhobar (ukránok) |

| 2012. december 1. 14:00 | RK Sloga            | 37 – 27     | Elverum Handball Herrer | Teslic Nézőszám: 200 Játékvezetők: Pavel, Marian State (románok) |
| 2012. december 1. 14:00 | Manjić, Vukicević 5 | (15 – 16)   | Lindboe 12              | Teslic Nézőszám: 200 Játékvezetők: Pavel, Marian State (románok) |
| 2012. december 1. 14:00 | 3× 3×               | Jegyzőkönyv | 1× 2×                   | Teslic Nézőszám: 200 Játékvezetők: Pavel, Marian State (románok) |

| 2012. november 24. 17:00 | HC Motor Zaporozhye | 27 – 26     | Alpla HC Hard | Zaporizzsja Nézőszám: 900 Játékvezetők: Cvetko, Kavalar (szlovénok) |
| 2012. november 24. 17:00 | Burka 8             | (12 – 14)   | Krsmancić 7   | Zaporizzsja Nézőszám: 900 Játékvezetők: Cvetko, Kavalar (szlovénok) |
| 2012. november 24. 17:00 | 3× 3×               | Jegyzőkönyv | 3× 3×         | Zaporizzsja Nézőszám: 900 Játékvezetők: Cvetko, Kavalar (szlovénok) |

| 2012. december 1. 19:00 | Alpla HC Hard        | 22 – 33     | HC Motor Zaporozhye | Hard Nézőszám: 1500 Játékvezetők: Mandak, Rudinsky (szlováékok) |
| 2012. december 1. 19:00 | Schmid, Tanasković 3 | (9 – 17)    | Burka 10            | Hard Nézőszám: 1500 Játékvezetők: Mandak, Rudinsky (szlováékok) |
| 2012. december 1. 19:00 | 2× 2×                | Jegyzőkönyv | 7× 3× 1×            | Hard Nézőszám: 1500 Játékvezetők: Mandak, Rudinsky (szlováékok) |

| 2012. december 2. 15:15 | KIF Kolding                    | 41 – 24     | Permskie medvedi | Kolding Nézőszám: 2200 Játékvezetők: Buache, Meyer (svájciak) |
| 2012. december 2. 15:15 | Irming Andersen, Spellerberg 7 | (17 – 13)   | Orlov 12         | Kolding Nézőszám: 2200 Játékvezetők: Buache, Meyer (svájciak) |
| 2012. december 2. 15:15 | 4× 3×                          | Jegyzőkönyv | 2× 3×            | Kolding Nézőszám: 2200 Játékvezetők: Buache, Meyer (svájciak) |

| 2012. november 25. 15:00 | Permskie medvedi | 30 – 27     | KIF Kolding | Perm Nézőszám: 1200 Játékvezetők: Panayides, Andreou (ciprusiak) |
| 2012. november 25. 15:00 | Orlov 11         | (14 – 12)   | Boesen 6    | Perm Nézőszám: 1200 Játékvezetők: Panayides, Andreou (ciprusiak) |
| 2012. november 25. 15:00 | 2× 3×            | Jegyzőkönyv | 2× 3×       | Perm Nézőszám: 1200 Játékvezetők: Panayides, Andreou (ciprusiak) |

## Csoportmérkőzések

### A csoport
| Csapat               | M | Gy | D | V | G+  | G-  | Gk  | P  |
| -------------------- | - | -- | - | - | --- | --- | --- | -- |
| Frisch Auf Göppingen | 6 | 5  | 0 | 1 | 200 | 175 | +25 | 10 |
| Naturhouse La Rioja  | 6 | 4  | 0 | 2 | 171 | 155 | +16 | 8  |
| RK Cimos Koper       | 6 | 3  | 0 | 3 | 181 | 189 | –8  | 6  |
| Eskilstuna Guif      | 6 | 0  | 0 | 6 | 154 | 187 | –33 | 0  |

| 2013. február 9. 19:00 | RK Cimos Koper | 25 – 21     | Naturhouse La Rioja | Koper Nézőszám: 1500 Játékvezetők: Yudchyts, Kot (fehéroroszok) |
| 2013. február 9. 19:00 | Rapotec 5      | (13 – 11)   | Pavan Lopez 6       | Koper Nézőszám: 1500 Játékvezetők: Yudchyts, Kot (fehéroroszok) |
| 2013. február 9. 19:00 | 3× 3×          | Jegyzőkönyv | 1× 3×               | Koper Nézőszám: 1500 Játékvezetők: Yudchyts, Kot (fehéroroszok) |

| 2013. február 9. 19:30 | Frisch Auf Göppingen | 37 – 26     | Eskilstuna Guif | Göppingen Nézőszám: 2900 Játékvezetők: Konjicanin, Konjicanin (bosnyákok) |
| 2013. február 9. 19:30 | Marković 8           | (20 – 16)   | Tholin 6        | Göppingen Nézőszám: 2900 Játékvezetők: Konjicanin, Konjicanin (bosnyákok) |
| 2013. február 9. 19:30 | 2× 3×                | Jegyzőkönyv | 2× 3×           | Göppingen Nézőszám: 2900 Játékvezetők: Konjicanin, Konjicanin (bosnyákok) |

| 2013. február 16. 16:00 | Eskilstuna Guif | 29 – 30     | RK Cimos Koper    | Eskilstuna Nézőszám: 1241 Játékvezetők: Andorka, Hucker (magyarok) |
| 2013. február 16. 16:00 | Tholin 9        | (15 – 14)   | Brumen, Rapotec 8 | Eskilstuna Nézőszám: 1241 Játékvezetők: Andorka, Hucker (magyarok) |
| 2013. február 16. 16:00 | 2× 3× 1×        | Jegyzőkönyv | 5× 2×             | Eskilstuna Nézőszám: 1241 Játékvezetők: Andorka, Hucker (magyarok) |

| 2013. február 16. 20:00 | Naturhouse La Rioja    | 25 – 23     | Frisch Auf Göppingen | Logroño Nézőszám: 3500 Játékvezetők: Togstad, Kristiansen (norvégok) |
| 2013. február 16. 20:00 | Tioumentsev Barabash 6 | (12 – 13)   | Marković 7           | Logroño Nézőszám: 3500 Játékvezetők: Togstad, Kristiansen (norvégok) |
| 2013. február 16. 20:00 | 1× 3×                  | Jegyzőkönyv | 3× 3×                | Logroño Nézőszám: 3500 Játékvezetők: Togstad, Kristiansen (norvégok) |

| 2013. február 23. 19:00 | RK Cimos Koper | 36 – 39     | Frisch Auf Göppingen     | Koper Nézőszám: 1599 Játékvezetők: Bounouara, Sami (franciák) |
| 2013. február 23. 19:00 | Bombač 12      | (14 – 22)   | Horak, Marković, Opera 7 | Koper Nézőszám: 1599 Játékvezetők: Bounouara, Sami (franciák) |
| 2013. február 23. 19:00 | 4× 3× 1×       | Jegyzőkönyv | 5× 3×                    | Koper Nézőszám: 1599 Játékvezetők: Bounouara, Sami (franciák) |

| 2013. február 23. 20:00 | Naturhouse La Rioja | 29 – 23     | Eskilstuna Guif | Logroño Nézőszám: 3000 Játékvezetők: Sager, Styger (svájciak) |
| 2013. február 23. 20:00 | Curuvija 7          | (17 – 13)   | Heimisson 8     | Logroño Nézőszám: 3000 Játékvezetők: Sager, Styger (svájciak) |
| 2013. február 23. 20:00 | 2× 3×               | Jegyzőkönyv | 6× 3×           | Logroño Nézőszám: 3000 Játékvezetők: Sager, Styger (svájciak) |

| 2013. március 9. 16:00 | Eskilstuna Guif | 24 – 30     | Naturhouse La Rioja | Eskilstuna Nézőszám: 1165 Játékvezetők: Mazeika, Gatelis (litvánok) |
| 2013. március 9. 16:00 | Freiman 5       | (10 – 11)   | Da Costa Capote 8   | Eskilstuna Nézőszám: 1165 Játékvezetők: Mazeika, Gatelis (litvánok) |
| 2013. március 9. 16:00 | 3× 3×           | Jegyzőkönyv | 3× 3×               | Eskilstuna Nézőszám: 1165 Játékvezetők: Mazeika, Gatelis (litvánok) |

| 2013. március 9. 19:30 | Frisch Auf Göppingen | 38 – 32     | RK Cimos Koper | Göppingen Nézőszám: 3000 Játékvezetők: Herczeg, Südi (magyarok) |
| 2013. március 9. 19:30 | Späth 8              | (20 – 15)   | Rapotec 8      | Göppingen Nézőszám: 3000 Játékvezetők: Herczeg, Südi (magyarok) |
| 2013. március 9. 19:30 | 5× 3×                | Jegyzőkönyv | 7× 3× 1×       | Göppingen Nézőszám: 3000 Játékvezetők: Herczeg, Südi (magyarok) |

| 2013. március 16. 19:00 | Eskilstuna Guif       | 25 – 31     | Frisch Auf Göppingen | Eskilstuna Nézőszám: 909 Játékvezetők: Kouz, Zhoba (ukránok) |
| 2013. március 16. 19:00 | Freiman, Pettersson 5 | (12 – 17)   | Marković 8           | Eskilstuna Nézőszám: 909 Játékvezetők: Kouz, Zhoba (ukránok) |
| 2013. március 16. 19:00 | 2× 3×                 | Jegyzőkönyv | 4× 3× 1×             | Eskilstuna Nézőszám: 909 Játékvezetők: Kouz, Zhoba (ukránok) |

| 2013. március 16. 20:00 | Naturhouse La Rioja | 35 – 28     | RK Cimos Koper | Logroño Nézőszám: 4000 Játékvezetők: Pichon, Reveret (franciák) |
| 2013. március 16. 20:00 | Da Costa Capote 8   | (19 – 14)   | Osmajić 10     | Logroño Nézőszám: 4000 Játékvezetők: Pichon, Reveret (franciák) |
| 2013. március 16. 20:00 | 2× 2×               | Jegyzőkönyv | 3× 4×          | Logroño Nézőszám: 4000 Játékvezetők: Pichon, Reveret (franciák) |

| 2013. március 23. 19:00 | RK Cimos Koper        | 30 – 27     | Eskilstuna Guif | Koper Nézőszám: 500 Játékvezetők: Nabokau, Kulik (fehéroroszok) |
| 2013. március 23. 19:00 | Gavranović, Osmajić 6 | (16 – 13)   | Pettersson 10   | Koper Nézőszám: 500 Játékvezetők: Nabokau, Kulik (fehéroroszok) |
| 2013. március 23. 19:00 | 7× 2×                 | Jegyzőkönyv | 6× 3×           | Koper Nézőszám: 500 Játékvezetők: Nabokau, Kulik (fehéroroszok) |

| 2013. március 23. 19:30 | Frisch Auf Göppingen | 32 – 31     | Naturhouse La Rioja | Göppingen Nézőszám: 3600 Játékvezetők: Pandzić, Mosorinski (szerbek) |
| 2013. március 23. 19:30 | Rnić 6               | (18 – 17)   | Pavan Lopez 10      | Göppingen Nézőszám: 3600 Játékvezetők: Pandzić, Mosorinski (szerbek) |
| 2013. március 23. 19:30 | 1× 3×                | Jegyzőkönyv | 4× 3×               | Göppingen Nézőszám: 3600 Játékvezetők: Pandzić, Mosorinski (szerbek) |

### B csoport
| Csapat              | M | Gy | D | V | G+  | G-  | Gk  | P  |
| ------------------- | - | -- | - | - | --- | --- | --- | -- |
| Rhein-Neckar Löwen  | 6 | 5  | 0 | 1 | 185 | 150 | +35 | 10 |
| KIF Kolding         | 6 | 3  | 0 | 3 | 158 | 145 | +13 | 6  |
| Tatran Presov       | 6 | 3  | 0 | 3 | 167 | 184 | –17 | 6  |
| HC Motor Zaporozhye | 6 | 1  | 0 | 5 | 150 | 181 | –31 | 2  |

| 2013. február 9. 17:00 | HC Motor Zaporozhye | 21 – 24     | KIF Kolding   | Zaporizzsja Nézőszám: 900 Játékvezetők: Dobrovits, Tájok (magyarok) |
| 2013. február 9. 17:00 | Semikov 6           | (8 – 10)    | Spellerberg 8 | Zaporizzsja Nézőszám: 900 Játékvezetők: Dobrovits, Tájok (magyarok) |
| 2013. február 9. 17:00 | 1× 2×               | Jegyzőkönyv | 2× 3×         | Zaporizzsja Nézőszám: 900 Játékvezetők: Dobrovits, Tájok (magyarok) |

| 2013. február 9. 20:30 | Tatran Presov | 33 – 34     | Rhein-Neckar Löwen | Eperjes Nézőszám: 3350 Játékvezetők: Vitaku, Vitaku (koszovóiak) |
| 2013. február 9. 20:30 | Krištopāns 8  | (17 – 17)   | Schmid 11          | Eperjes Nézőszám: 3350 Játékvezetők: Vitaku, Vitaku (koszovóiak) |
| 2013. február 9. 20:30 | 2× 3×         | Jegyzőkönyv | 5× 3×              | Eperjes Nézőszám: 3350 Játékvezetők: Vitaku, Vitaku (koszovóiak) |

| 2013. február 16. 19:00 | Rhein-Neckar Löwen        | 35 – 22     | HC Motor Zaporozhye | Mannheim Nézőszám: 1467 Játékvezetők: Pandzić, Mosorinski (szerbek) |
| 2013. február 16. 19:00 | Ekdahl de Rietz, Schmid 5 | (18 – 11)   | Semikov 6           | Mannheim Nézőszám: 1467 Játékvezetők: Pandzić, Mosorinski (szerbek) |
| 2013. február 16. 19:00 | 2× 3×                     | Jegyzőkönyv | 6× 3×               | Mannheim Nézőszám: 1467 Játékvezetők: Pandzić, Mosorinski (szerbek) |

| 2013. február 17. 15:00 | KIF Kolding | 37 – 17     | Tatran Presov | Kolding Nézőszám: 2775 Játékvezetők: Pandzić, Satordzija (bosnyákok) |
| 2013. február 17. 15:00 | Jensen 8    | (17 – 8)    | Krištopāns 4  | Kolding Nézőszám: 2775 Játékvezetők: Pandzić, Satordzija (bosnyákok) |
| 2013. február 17. 15:00 | 3× 3×       | Jegyzőkönyv | 4× 3×         | Kolding Nézőszám: 2775 Játékvezetők: Pandzić, Satordzija (bosnyákok) |

| 2013. február 23. 17:00 | HC Motor Zaporozhye | 27 – 32     | Tatran Presov | Zaporizzsja Nézőszám: 900 Játékvezetők: Mitrevski, Todorovski (macedónok) |
| 2013. február 23. 17:00 | Burka, Mirzoyev 5   | (10 – 15)   | Antl 9        | Zaporizzsja Nézőszám: 900 Játékvezetők: Mitrevski, Todorovski (macedónok) |
| 2013. február 23. 17:00 | 2× 3×               | Jegyzőkönyv | 3× 3×         | Zaporizzsja Nézőszám: 900 Játékvezetők: Mitrevski, Todorovski (macedónok) |

| 2013. február 24. 15:00 | KIF Kolding | 25 – 23     | Rhein-Neckar Löwen | Brøndby Nézőszám: 4749 Játékvezetők: Nabokau, Kulik (fehéroroszok) |
| 2013. február 24. 15:00 | Boesen 6    | (13 – 11)   | Petersson 6        | Brøndby Nézőszám: 4749 Játékvezetők: Nabokau, Kulik (fehéroroszok) |
| 2013. február 24. 15:00 | 4× 3×       | Jegyzőkönyv | 2× 3×              | Brøndby Nézőszám: 4749 Játékvezetők: Nabokau, Kulik (fehéroroszok) |

| 2013. március 9. 20:30 | Tatran Presov | 36 – 28     | HC Motor Zaporozhye | Eperjes Nézőszám: 3120 Játékvezetők: Jurinović, Mrvica (horvátok) |
| 2013. március 9. 20:30 | Antl 9        | (19 – 17)   | Burka 9             | Eperjes Nézőszám: 3120 Játékvezetők: Jurinović, Mrvica (horvátok) |
| 2013. március 9. 20:30 | 3× 3×         | Jegyzőkönyv | 2× 3×               | Eperjes Nézőszám: 3120 Játékvezetők: Jurinović, Mrvica (horvátok) |

| 2013. március 10. 17:00 | Rhein-Neckar Löwen | 28 – 25     | KIF Kolding | Mannheim Nézőszám: 1900 Játékvezetők: Bounouara, Sami (franciák) |
| 2013. március 10. 17:00 | Šešum 10           | (16 – 10)   | Jensen 6    | Mannheim Nézőszám: 1900 Játékvezetők: Bounouara, Sami (franciák) |
| 2013. március 10. 17:00 | 3× 2×              | Jegyzőkönyv | 3× 3×       | Mannheim Nézőszám: 1900 Játékvezetők: Bounouara, Sami (franciák) |

| 2013. március 16. 19:00 | Rhein-Neckar Löwen      | 36 – 20     | Tatran Presov | Mannheim Nézőszám: 1732 Játékvezetők: Togstad, Kristiansen (norvégok) |
| 2013. március 16. 19:00 | Schmid, Sigurmannsson 7 | (21 – 10)   | Krok 5        | Mannheim Nézőszám: 1732 Játékvezetők: Togstad, Kristiansen (norvégok) |
| 2013. március 16. 19:00 | 3× 3×                   | Jegyzőkönyv | 4× 3×         | Mannheim Nézőszám: 1732 Játékvezetők: Togstad, Kristiansen (norvégok) |

| 2013. március 17. 15:00 | KIF Kolding   | 25 – 27     | HC Motor Zaporozhye | Horsens Nézőszám: 1750 Játékvezetők: Bernet, Wick (svájciak) |
| 2013. március 17. 15:00 | Spellerberg 9 | (13 – 14)   | Burka 13            | Horsens Nézőszám: 1750 Játékvezetők: Bernet, Wick (svájciak) |
| 2013. március 17. 15:00 | 3× 3×         | Jegyzőkönyv | 3× 3×               | Horsens Nézőszám: 1750 Játékvezetők: Bernet, Wick (svájciak) |

| 2013. március 23. 17:00 | HC Motor Zaporozhye | 25 – 29     | Rhein-Neckar Löwen                       | Zaporizzsja Nézőszám: 900 Játékvezetők: Boričić, Marković (szerbek) |
| 2013. március 23. 17:00 | Burka, Semikov 6    | (12 – 13)   | Bitz, Guardiola Villaplana, Kretschmer 5 | Zaporizzsja Nézőszám: 900 Játékvezetők: Boričić, Marković (szerbek) |
| 2013. március 23. 17:00 | 4× 3×               | Jegyzőkönyv | 4× 3×                                    | Zaporizzsja Nézőszám: 900 Játékvezetők: Boričić, Marković (szerbek) |

| 2013. március 23. 18:00 | Tatran Presov      | 29 – 22     | KIF Kolding | Eperjes Nézőszám: 2274 Játékvezetők: Brkić, Jusufhodzić (osztrákok) |
| 2013. március 23. 18:00 | Antl, Krištopāns 6 | (18 – 13)   | Karlsson 6  | Eperjes Nézőszám: 2274 Játékvezetők: Brkić, Jusufhodzić (osztrákok) |
| 2013. március 23. 18:00 | 2× 3×              | Jegyzőkönyv | 4× 3×       | Eperjes Nézőszám: 2274 Játékvezetők: Brkić, Jusufhodzić (osztrákok) |

### C csoport
| Csapat                  | M | Gy | D | V | G+  | G-  | Gk  | P |
| ----------------------- | - | -- | - | - | --- | --- | --- | - |
| Team Tvis Holstebro     | 6 | 3  | 2 | 1 | 170 | 157 | +13 | 8 |
| RK Maribor Branik       | 6 | 3  | 1 | 2 | 170 | 165 | +5  | 7 |
| Orlen Wisla Plock       | 6 | 3  | 0 | 3 | 164 | 158 | +6  | 6 |
| Elverum Handball Herrer | 6 | 1  | 1 | 4 | 155 | 179 | –24 | 3 |

| 2013. február 10. 15:00 | Team Tvis Holstebro | 26 – 26     | RK Maribor Branik | Holstebro Nézőszám: 1504 Játékvezetők: Liachovicius, Gecevicius (litvánok) |
| 2013. február 10. 15:00 | Larsen 8            | (15 – 12)   | Spelić 7          | Holstebro Nézőszám: 1504 Játékvezetők: Liachovicius, Gecevicius (litvánok) |
| 2013. február 10. 15:00 | 3× 2×               | Jegyzőkönyv | 4× 3×             | Holstebro Nézőszám: 1504 Játékvezetők: Liachovicius, Gecevicius (litvánok) |

| 2013. február 10. 18:00 | Elverum Handball Herrer | 25 – 27     | Orlen Wisla Plock | Elverum Nézőszám: 1209 Játékvezetők: Kékes, Kékes (magyarok) |
| 2013. február 10. 18:00 | Sluijters 7             | (14 – 10)   | Ghionea 6         | Elverum Nézőszám: 1209 Játékvezetők: Kékes, Kékes (magyarok) |
| 2013. február 10. 18:00 | 3× 3×                   | Jegyzőkönyv | 5× 2×             | Elverum Nézőszám: 1209 Játékvezetők: Kékes, Kékes (magyarok) |

| 2013. február 16. 19:00 | RK Maribor Branik | 34 – 29     | Elverum Handball Herrer | Maribor Nézőszám: 1000 Játékvezetők: Aliyev, Aghakishiyev (azeriek) |
| 2013. február 16. 19:00 | Spelić 9          | (19 – 14)   | Rönnberg 6              | Maribor Nézőszám: 1000 Játékvezetők: Aliyev, Aghakishiyev (azeriek) |
| 2013. február 16. 19:00 | 6× 3×             | Jegyzőkönyv | 2× 3×                   | Maribor Nézőszám: 1000 Játékvezetők: Aliyev, Aghakishiyev (azeriek) |

| 2013. február 16. 19:00 | Orlen Wisla Plock | 28 – 29     | Team Tvis Holstebro | Płock Nézőszám: 3800 Játékvezetők: Vesović, Mitrović (montenegróiak) |
| 2013. február 16. 19:00 | Ghionea 6         | (15 – 13)   | Larsen, Nielsen 6   | Płock Nézőszám: 3800 Játékvezetők: Vesović, Mitrović (montenegróiak) |
| 2013. február 16. 19:00 | 3× 3×             | Jegyzőkönyv | 3× 3×               | Płock Nézőszám: 3800 Játékvezetők: Vesović, Mitrović (montenegróiak) |

| 2013. február 24. 18:00 | Elverum Handball Herrer | 28 – 28     | Team Tvis Holstebro | Elverum Nézőszám: 926 Játékvezetők: Frieser, Frieser (csehek) |
| 2013. február 24. 18:00 | Gullerud 8              | (16 – 15)   | Nielsen 9           | Elverum Nézőszám: 926 Játékvezetők: Frieser, Frieser (csehek) |
| 2013. február 24. 18:00 | 2× 3×                   | Jegyzőkönyv | 2× 3×               | Elverum Nézőszám: 926 Játékvezetők: Frieser, Frieser (csehek) |

| 2013. február 24. 19:00 | RK Maribor Branik | 26 – 23     | Orlen Wisla Plock | Maribor Nézőszám: 1500 Játékvezetők: Argyridis, Mouttas (ciprusiak) |
| 2013. február 24. 19:00 | Spelić 7          | (13 – 13)   | Nenadić 7         | Maribor Nézőszám: 1500 Játékvezetők: Argyridis, Mouttas (ciprusiak) |
| 2013. február 24. 19:00 | 1× 3×             | Jegyzőkönyv | 5× 3×             | Maribor Nézőszám: 1500 Játékvezetők: Argyridis, Mouttas (ciprusiak) |

| 2013. március 9. 18:00 | Orlen Wisla Plock | 30 – 26     | RK Maribor Branik | Płock Nézőszám: 3100 Játékvezetők: Novikov, Perepilitsy (ukránok) |
| 2013. március 9. 18:00 | Kubisztal 9       | (15 – 12)   | Tarabochia 6      | Płock Nézőszám: 3100 Játékvezetők: Novikov, Perepilitsy (ukránok) |
| 2013. március 9. 18:00 | 5× 3×             | Jegyzőkönyv | 4× 3×             | Płock Nézőszám: 3100 Játékvezetők: Novikov, Perepilitsy (ukránok) |

| 2013. március 10. 15:00 | Team Tvis Holstebro | 33 – 18     | Elverum Handball Herrer | Holstebro Nézőszám: 1673 Játékvezetők: Leandersson, Lindroos (finnek) |
| 2013. március 10. 15:00 | Nielsen 8           | (16 – 10)   | Lindboe 6               | Holstebro Nézőszám: 1673 Játékvezetők: Leandersson, Lindroos (finnek) |
| 2013. március 10. 15:00 | 5× 3×               | Jegyzőkönyv | 3× 3×                   | Holstebro Nézőszám: 1673 Játékvezetők: Leandersson, Lindroos (finnek) |

| 2013. március 16. 18:00 | Orlen Wisla Plock | 30 – 25     | Elverum Handball Herrer | Płock Nézőszám: 2500 Játékvezetők: Pandzić, Mosorinski (szerbek) |
| 2013. március 16. 18:00 | Syprzak 8         | (17 – 14)   | Lindboe 9               | Płock Nézőszám: 2500 Játékvezetők: Pandzić, Mosorinski (szerbek) |
| 2013. március 16. 18:00 | 3× 3×             | Jegyzőkönyv | 2× 3×                   | Płock Nézőszám: 2500 Játékvezetők: Pandzić, Mosorinski (szerbek) |

| 2013. március 16. 20:30 | RK Maribor Branik | 31 – 27     | Team Tvis Holstebro | Maribor Nézőszám: 1700 Játékvezetők: Hajek, Macho (csehek) |
| 2013. március 16. 20:30 | Razgor 9          | (14 – 12)   | Christiansen 7      | Maribor Nézőszám: 1700 Játékvezetők: Hajek, Macho (csehek) |
| 2013. március 16. 20:30 | 4× 2×             | Jegyzőkönyv | 4× 3×               | Maribor Nézőszám: 1700 Játékvezetők: Hajek, Macho (csehek) |

| 2013. március 23. 17:00 | Elverum Handball Herrer | 30 – 27     | RK Maribor Branik | Elverum Nézőszám: 545 Játékvezetők: Bounouara, Sami (franciák) |
| 2013. március 23. 17:00 | Stegavik 8              | (19 – 15)   | Razgor 5          | Elverum Nézőszám: 545 Játékvezetők: Bounouara, Sami (franciák) |
| 2013. március 23. 17:00 | 2× 3×                   | Jegyzőkönyv | 5× 3×             | Elverum Nézőszám: 545 Játékvezetők: Bounouara, Sami (franciák) |

| 2013. március 24. 15:00 | Team Tvis Holstebro | 27 – 26     | Orlen Wisla Plock | Holstebro Nézőszám: 1577 Játékvezetők: Mata, Lopez (spanyolok) |
| 2013. március 24. 15:00 | Christiansen 8      | (12 – 13)   | Kubisztal 9       | Holstebro Nézőszám: 1577 Játékvezetők: Mata, Lopez (spanyolok) |
| 2013. március 24. 15:00 | 3× 3×               | Jegyzőkönyv | 7× 3×             | Holstebro Nézőszám: 1577 Játékvezetők: Mata, Lopez (spanyolok) |

### D csoport
| Csapat                | M | Gy | D | V | G+  | G-  | Gk  | P  |
| --------------------- | - | -- | - | - | --- | --- | --- | -- |
| SC Magdeburg          | 6 | 5  | 1 | 0 | 176 | 135 | +41 | 11 |
| HBC Nantes            | 6 | 4  | 1 | 1 | 154 | 143 | +11 | 9  |
| Știința Dedeman Bacău | 6 | 1  | 0 | 5 | 148 | 167 | –19 | 2  |
| Beşiktaş JK           | 6 | 1  | 0 | 5 | 129 | 164 | –35 | 2  |

| 2013. február 9. 15:00 | SC Magdeburg | 33 – 18     | Beşiktaş JK | Magdeburg Nézőszám: 2639 Játékvezetők: Mata, Lopez (spanyolok) |
| 2013. február 9. 15:00 | Weber 6      | (17 – 6)    | Özbahar 5   | Magdeburg Nézőszám: 2639 Játékvezetők: Mata, Lopez (spanyolok) |
| 2013. február 9. 15:00 | 4× 3×        | Jegyzőkönyv | 4× 3×       | Magdeburg Nézőszám: 2639 Játékvezetők: Mata, Lopez (spanyolok) |

| 2013. február 10. 18:45 | Știința Dedeman Bacău | 18 – 21     | HBC Nantes | Bákó Nézőszám: 1800 Játékvezetők: Brkić, Jusufhodzic (osztrákok) |
| 2013. február 10. 18:45 | Ghiță 4               | (9 – 7)     | Skatar 4   | Bákó Nézőszám: 1800 Játékvezetők: Brkić, Jusufhodzic (osztrákok) |
| 2013. február 10. 18:45 | 6× 3×                 | Jegyzőkönyv | 5× 2×      | Bákó Nézőszám: 1800 Játékvezetők: Brkić, Jusufhodzic (osztrákok) |

| 2013. február 16. 15:00 | SC Magdeburg | 33 – 25     | Știința Dedeman Bacău | Magdeburg Nézőszám: 2355 Játékvezetők: Johansson, Kliko (svédek) |
| 2013. február 16. 15:00 | Weber 11     | (16 – 13)   | Ferreira, Ghiță 5     | Magdeburg Nézőszám: 2355 Játékvezetők: Johansson, Kliko (svédek) |
| 2013. február 16. 15:00 | 3× 3×        | Jegyzőkönyv | 3× 3× 1×              | Magdeburg Nézőszám: 2355 Játékvezetők: Johansson, Kliko (svédek) |

| 2013. február 17. 17:00 | HBC Nantes | 31 – 24     | Beşiktaş JK | Nantes Nézőszám: 4600 Játékvezetők: Kouz, Zhoba (ukránok) |
| 2013. február 17. 17:00 | Nyateu 7   | (16 – 10)   | Ladyko 6    | Nantes Nézőszám: 4600 Játékvezetők: Kouz, Zhoba (ukránok) |
| 2013. február 17. 17:00 | 4× 3×      | Jegyzőkönyv | 5× 2×       | Nantes Nézőszám: 4600 Játékvezetők: Kouz, Zhoba (ukránok) |

| 2013. február 24. 17:00 | HBC Nantes     | 20 – 27     | SC Magdeburg         | Nantes Nézőszám: 4200 Játékvezetők: Sigurjónsson, Petursson (izlandiak) |
| 2013. február 24. 17:00 | Rivera Folch 7 | (8 – 13)    | Grafenhorst, Weber 6 | Nantes Nézőszám: 4200 Játékvezetők: Sigurjónsson, Petursson (izlandiak) |
| 2013. február 24. 17:00 | 3× 3×          | Jegyzőkönyv | 3× 2×                | Nantes Nézőszám: 4200 Játékvezetők: Sigurjónsson, Petursson (izlandiak) |

| 2013. február 24. 20:00 | Știința Dedeman Bacău | 26 – 24     | Beşiktaş JK | Bákó Nézőszám: 1800 Játékvezetők: Azemi, Beqiri (koszovóiak) |
| 2013. február 24. 20:00 | Ramba 7               | (15 – 13)   | Döne 9      | Bákó Nézőszám: 1800 Játékvezetők: Azemi, Beqiri (koszovóiak) |
| 2013. február 24. 20:00 | 3× 3×                 | Jegyzőkönyv | 4× 3×       | Bákó Nézőszám: 1800 Játékvezetők: Azemi, Beqiri (koszovóiak) |

| 2013. március 9. 15:00 | Beşiktaş JK | 25 – 23     | Știința Dedeman Bacău | Isztambul Nézőszám: 550 Játékvezetők: Pavičević, Raznatović (montenegróiak) |
| 2013. március 9. 15:00 | Döne 9      | (15 – 10)   | Ghiță 9               | Isztambul Nézőszám: 550 Játékvezetők: Pavičević, Raznatović (montenegróiak) |
| 2013. március 9. 15:00 | 2× 3×       | Jegyzőkönyv | 5× 2×                 | Isztambul Nézőszám: 550 Játékvezetők: Pavičević, Raznatović (montenegróiak) |

| 2013. március 9. 15:00 | SC Magdeburg   | 26 – 26     | HBC Nantes     | Magdeburg Nézőszám: 2822 Játékvezetők: Kékes, Kékes (magyarok) |
| 2013. március 9. 15:00 | Kneer, Weber 6 | (14 – 17)   | Rivera Folch 7 | Magdeburg Nézőszám: 2822 Játékvezetők: Kékes, Kékes (magyarok) |
| 2013. március 9. 15:00 | 3× 2×          | Jegyzőkönyv | 5× 3×          | Magdeburg Nézőszám: 2822 Játékvezetők: Kékes, Kékes (magyarok) |

| 2013. március 16. 17:00 | Beşiktaş JK             | 17 – 27     | SC Magdeburg | Isztambul Nézőszám: 400 Játékvezetők: Pandzić, Satordzija (bosnyákok) |
| 2013. március 16. 17:00 | Döne, Ladyko, Özbahar 4 | (9 – 10)    | Musche 7     | Isztambul Nézőszám: 400 Játékvezetők: Pandzić, Satordzija (bosnyákok) |
| 2013. március 16. 17:00 | 3× 3×                   | Jegyzőkönyv | 6× 3×        | Isztambul Nézőszám: 400 Játékvezetők: Pandzić, Satordzija (bosnyákok) |

| 2013. március 17. 17:00 | HBC Nantes     | 32 – 27     | Știința Dedeman Bacău | Nantes Nézőszám: 4500 Játékvezetők: Di Domenico, Fornasier (olaszok) |
| 2013. március 17. 17:00 | Rivera Folch 8 | (20 – 13)   | Bondar 6              | Nantes Nézőszám: 4500 Játékvezetők: Di Domenico, Fornasier (olaszok) |
| 2013. március 17. 17:00 | 7× 3×          | Jegyzőkönyv | 4× 3× 1×              | Nantes Nézőszám: 4500 Játékvezetők: Di Domenico, Fornasier (olaszok) |

| 2013. március 23. 15:00 | Beşiktaş JK | 21 – 24     | HBC Nantes | Isztambul Nézőszám: 300 Játékvezetők: Baranowski, Lemanowicz (lengyelek) |
| 2013. március 23. 15:00 | Özbahar 6   | (11 – 12)   | Maqueda 6  | Isztambul Nézőszám: 300 Játékvezetők: Baranowski, Lemanowicz (lengyelek) |
| 2013. március 23. 15:00 | 3× 3× 1×    | Jegyzőkönyv | 1× 3×      | Isztambul Nézőszám: 300 Játékvezetők: Baranowski, Lemanowicz (lengyelek) |

| 2013. március 24. 18:00 | Știința Dedeman Bacău | 29 – 30     | SC Magdeburg | Bákó Nézőszám: 1500 Játékvezetők: Katsikis, Michailidis (görögök) |
| 2013. március 24. 18:00 | Ramba 8               | (20 – 16)   | Musche 7     | Bákó Nézőszám: 1500 Játékvezetők: Katsikis, Michailidis (görögök) |
| 2013. március 24. 18:00 | 4× 3×                 | Jegyzőkönyv | 2× 3×        | Bákó Nézőszám: 1500 Játékvezetők: Katsikis, Michailidis (görögök) |

## Egyenes kiesési szakasz

### Negyeddöntők
| 1. csapat            | Össz. | 2. csapat          | 1. mérk. | 2. mérk. |
| -------------------- | ----- | ------------------ | -------- | -------- |
| Team Tvis Holstebro  | 51–50 | KIF Kolding        | 24–24    | 27-26    |
| Naturhouse La Rioja  | -     | HBC Nantes         | –        | -        |
| Frisch Auf Göppingen | 57–56 | RK Maribor Branik  | 26–26    | 31-30    |
| SC Magdeburg         | 51–55 | Rhein-Neckar Löwen | 31–28    | 20-27    |

| 2013. április 21. 16:50 | KIF Kolding        | 24 – 24     | Team Tvis Holstebro     | Brøndby Nézőszám: 4354 Játékvezetők: Togstad, Kristiansen (norvégok) |
| 2013. április 21. 16:50 | Jensen, Karlsson 4 | (14 – 12)   | Christiansen, Nielsen 5 | Brøndby Nézőszám: 4354 Játékvezetők: Togstad, Kristiansen (norvégok) |
| 2013. április 21. 16:50 | 2× 3×              | Jegyzőkönyv | 2× 3×                   | Brøndby Nézőszám: 4354 Játékvezetők: Togstad, Kristiansen (norvégok) |

| 2013. április 28. 16:50 | Team Tvis Holstebro | 27 – 26     | KIF Kolding        | Holstebro Nézőszám: 3120 Játékvezetők: Eliasson, Gudjonsson (izlandiak) |
| 2013. április 28. 16:50 | Nielsen 7           | (11 – 15)   | Boesen, Karlsson 6 | Holstebro Nézőszám: 3120 Játékvezetők: Eliasson, Gudjonsson (izlandiak) |
| 2013. április 28. 16:50 | 2× 3× 1×            | Jegyzőkönyv | 4× 3×              | Holstebro Nézőszám: 3120 Játékvezetők: Eliasson, Gudjonsson (izlandiak) |

| 2013. április 20. 18:00 | RK Maribor Branik | 26 – 26     | Frisch Auf Göppingen | Maribor Nézőszám: 2000 Játékvezetők: Dobrovits, Tájok (magyarok) |
| 2013. április 20. 18:00 | Zarabec 6         | (13 – 15)   | Rnić 10              | Maribor Nézőszám: 2000 Játékvezetők: Dobrovits, Tájok (magyarok) |
| 2013. április 20. 18:00 | 3× 3×             | Jegyzőkönyv | 3× 2×                | Maribor Nézőszám: 2000 Játékvezetők: Dobrovits, Tájok (magyarok) |

| 2013. április 27. 19:30 | Frisch Auf Göppingen | 31 – 30     | RK Maribor Branik | Göppingen Nézőszám: 4300 Játékvezetők: Covalciuc, Covalciuc (moldvaiak) |
| 2013. április 27. 19:30 | Rnić 11              | (15 – 17)   | Zarabec 9         | Göppingen Nézőszám: 4300 Játékvezetők: Covalciuc, Covalciuc (moldvaiak) |
| 2013. április 27. 19:30 | 1× 3×                | Jegyzőkönyv | 6× 3×             | Göppingen Nézőszám: 4300 Játékvezetők: Covalciuc, Covalciuc (moldvaiak) |

| 2013. április 21. 17:00 | SC Magdeburg | 31 – 28     | Rhein-Neckar Löwen | Magdeburg Nézőszám: 3342 Játékvezetők: Buache, Meyer (svájciak) |
| 2013. április 21. 17:00 | Kneer 7      | (16 – 12)   | Myrhol 8           | Magdeburg Nézőszám: 3342 Játékvezetők: Buache, Meyer (svájciak) |
| 2013. április 21. 17:00 | 5× 3×        | Jegyzőkönyv | 3× 3×              | Magdeburg Nézőszám: 3342 Játékvezetők: Buache, Meyer (svájciak) |

| 2013. április 27. 19:00 | Rhein-Neckar Löwen | 27 – 20     | SC Magdeburg | Mannheim Nézőszám: 1850 Játékvezetők: Pavičević, Raznatović (montenegróiak) |
| 2013. április 27. 19:00 | Schmid 9           | (12 – 11)   | Natek 7      | Mannheim Nézőszám: 1850 Játékvezetők: Pavičević, Raznatović (montenegróiak) |
| 2013. április 27. 19:00 | 6× 3×              | Jegyzőkönyv | 5× 3× 1×     | Mannheim Nézőszám: 1850 Játékvezetők: Pavičević, Raznatović (montenegróiak) |

### Elődöntők
| 1. csapat            | Eredmény | 2. csapat          |
| -------------------- | -------- | ------------------ |
| Team Tvis Holstebro  | 20–26    | HBC Nantes         |
| Frisch Auf Göppingen | 22-28    | Rhein-Neckar Löwen |

| 2013. május 18. 15:45 | Team Tvis Holstebro | 20 – 26     | HBC Nantes     | Nantes Nézőszám: 5000 Játékvezetők: Gousko, Repkin (fehéroroszok) |
| 2013. május 18. 15:45 | Bramming 5          | (9 – 11)    | Rivera Folch 8 | Nantes Nézőszám: 5000 Játékvezetők: Gousko, Repkin (fehéroroszok) |
| 2013. május 18. 15:45 | 3× 3×               | Jegyzőkönyv | 2× 2×          | Nantes Nézőszám: 5000 Játékvezetők: Gousko, Repkin (fehéroroszok) |

| 2013. május 18. 18:00 | Frisch Auf Göppingen                | 22 – 28     | Rhein-Neckar Löwen                  | Nantes Nézőszám: 5000 Játékvezetők: Lopez, Ramirez (spanyolok) |
| 2013. május 18. 18:00 | Beljanski, Kneule, Marković, Rnić 3 | (7 – 12)    | Gensheimer, Myrhol, Sigurmannsson 5 | Nantes Nézőszám: 5000 Játékvezetők: Lopez, Ramirez (spanyolok) |
| 2013. május 18. 18:00 | 8× 3× 1×                            | Jegyzőkönyv | 3× 3×                               | Nantes Nézőszám: 5000 Játékvezetők: Lopez, Ramirez (spanyolok) |

### A 3. helyért
| 1. csapat           | Eredmény | 2. csapat            |
| ------------------- | -------- | -------------------- |
| Team Tvis Holstebro | 28–27    | Frisch Auf Göppingen |

| 2013. május 19. 15:45 | Team Tvis Holstebro | 28 – 27     | Frisch Auf Göppingen  | Nantes Nézőszám: 5000 Játékvezetők: Gousko, Repkin (fehéroroszok) |
| 2013. május 19. 15:45 | Nielsen 7           | (15 – 16)   | Kneule, Rnić, Späth 5 | Nantes Nézőszám: 5000 Játékvezetők: Gousko, Repkin (fehéroroszok) |
| 2013. május 19. 15:45 | 3× 2×               | Jegyzőkönyv | 2× 3×                 | Nantes Nézőszám: 5000 Játékvezetők: Gousko, Repkin (fehéroroszok) |

### Döntő
| 1. csapat  | Eredmény | 2. csapat          |
| ---------- | -------- | ------------------ |
| HBC Nantes | 24–26    | Rhein-Neckar Löwen |

| 2013. május 19. 18:00 | HBC Nantes | 24 – 26     | Rhein-Neckar Löwen | Nantes Nézőszám: 5000 Játékvezetők: Lopez, Ramirez (spanyolok) |
| 2013. május 19. 18:00 | Maqueda 6  | (12 – 16)   | Gensheimer 10      | Nantes Nézőszám: 5000 Játékvezetők: Lopez, Ramirez (spanyolok) |
| 2013. május 19. 18:00 | 6× 2×      | Jegyzőkönyv | 8× 3×              | Nantes Nézőszám: 5000 Játékvezetők: Lopez, Ramirez (spanyolok) |

## Győztes
| A 2012–2013-as férfi kézilabda EHF-kupa győztese |
| ------------------------------------------------ |
| Rhein-Neckar Löwen 1. cím                        |